# Rittersgrün
Rittersgrün ist ein Ortsteil der Gemeinde Breitenbrunn/Erzgeb. im sächsischen Erzgebirgskreis. Die Streusiedlung mit etwa 1600 Einwohnern entstand um mehrere Hammerwerke, die vom 15. bis zum 19. Jahrhundert am Lauf des Pöhlwassers betrieben und mit Erzen aus zahlreichen umliegenden Bergwerken beliefert wurden. Durch ihre Lage an einem wichtigen Erzgebirgspass wurde die Siedlung im Dreißigjährigen Krieg wiederholt von durchziehenden Söldnern geplündert. Nach dem Niedergang des Hammerwerkswesens Mitte des 19. Jahrhunderts dominierte der Betrieb von Pappen- und Sägewerken die Wirtschaft der Gemeinde. 2007 wurde Rittersgrün nach Breitenbrunn/Erzgeb. eingemeindet. Heute ist Rittersgrün vor allem als Ausflugs- und Wintersportort bekannt. Zu den Hauptanziehungspunkten zählen das Sächsische Schmalspurbahnmuseum und ein gut ausgebautes Wanderwegenetz.

## Geographie

### Geographische Lage
Rittersgrün erstreckt sich von Nordwest nach Südost im Tal des Pöhlwassers, etwa sieben Kilometer südlich der Großen Kreisstadt Schwarzenberg, in einer Höhe von bis zu 820 Metern. Am seit dem 16. Jahrhundert rege genutzten Rittersgrüner Pass gelegen, wird die Siedlung im Westen vom 792 Meter hohen Hirtenberg und der sich im Süden anschließenden Kohlung, im Osten vom 700 Meter hohen Sonnenberg und dem 836 Meter hohen Ochsenkopf flankiert. Durch den Ort führt die Staatsstraße 271 von Raschau nach Oberwiesenthal, in die im Ort eine Verbindungsstraße aus dem etwa 2,5 Kilometer entfernten Breitenbrunn einmündet. Südlich der Ortsflur verläuft die Grenze nach Tschechien, über die Grenzübergänge für Skiwanderer, Fußgänger und Radfahrer führen.

### Siedlungsform
Rittersgrün ist keines der für das Erzgebirge typischen Waldhufendörfer, da der felsige Untergrund kaum Landwirtschaft zuließ. Den Ausgangspunkt für die Besiedlung des Talabschnitts bildeten die am Pöhlwasser gelegenen Hammerwerke. Während die Wohnhäuser auf der linken Seite des Flusses zumeist entlang der S 271 gruppiert sind, bildet die Streusiedlung auf dem Hammerberg oberhalb des früheren Rothenhammers den Siedlungskern auf der gegenüberliegenden Seite.

### Gemeindegliederung

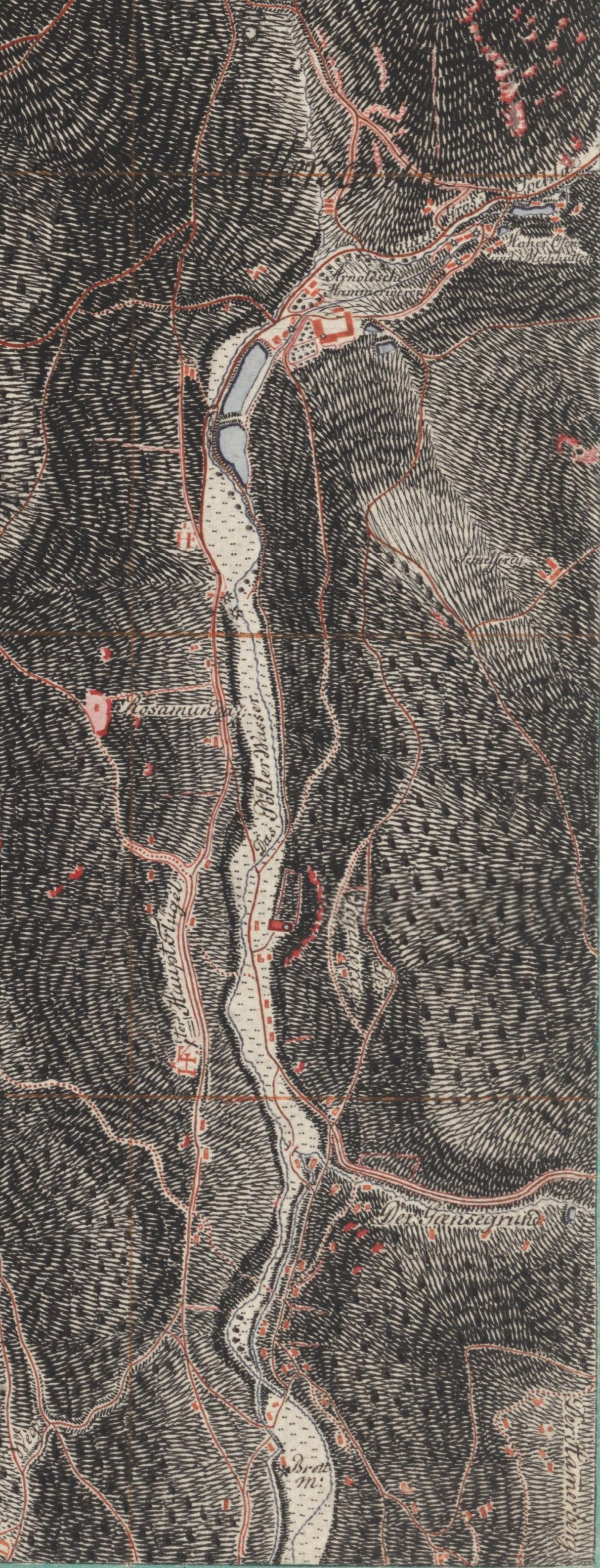
Rittersgrün 1791: Streusiedlung entlang des Pöhlwassers

Die politische Gemeinde Rittersgrün entstand erst 1856 durch den Zusammenschluss der Gemeinden Oberrittersgrün, Unterrittersgrün und Rothenhammer Rittersgrün im Gerichtsamt Schwarzenberg. Die vermutlich im 17. Jahrhundert entstandene Häusergruppe Ehrenzipfel gehörte schon immer zu Rittersgrün. 1921 ging der zuvor eigenständige Gutsbezirk Arnoldshammer an Rittersgrün. Bereits Mitte des 19. Jahrhunderts war Oberglobenstein eingemeindet worden, 1978 ging ganz Globenstein an Rittersgrün. Es folgte 1994 Tellerhäuser mit dem Ortsteil Zweibach. Gemeinderechtlich werden heute nur Rittersgrün und Tellerhäuser als Ortsteile von Breitenbrunn bezeichnet.

### Geologie
Rittersgrün liegt im Südwesten des im Paläozoikum entstandenen Erzgebirges, wenige Kilometer von der höchsten Erhebung Sachsens, dem Fichtelberg, entfernt. Die Erzvorkommen rings um Rittersgrün bildeten die Grundlage für die bergbauliche Entwicklung der Gemeinde. In den Gruben bei Ober- und Niederglobenstein wurden Magnetit-Skarne mit Zinngehalten und Buntmetall-Magnetit-Skarne in andalusitführenden Muskovit-Schiefern abgebaut. In einem Waldstück des Hirtenberges förderte man Magneteisenerz, Zinkblende und Kalkstein. Der Hang des Hirtenberges ist mit bewaldeten und mit Wiesen bewachsenen Verwitterungsböden von hellem Glimmerschiefer bedeckt. Im Rothen-Adler-Stollen im südöstlichen Bereich der als Hammerberg bezeichneten Siedlung oberhalb des Rothenhammers wurde aus ursprünglichem Magneteisenstein hervorgegangener Roteisenstein abgebaut, es traten außerdem Pyroxen, Kalkspat, Flussspat und Braunspat auf. Den Gipfel des Ochsenkopfes bilden mächtige Glimmerschieferfelsen. Am Sonnenberg wurde auf einem Buntmetall-Skarn mit Magnetitführung und Zinngehalten gebaut. Zu den Erzmineralien zählten Zinkblende, Kupferkies, Magnetkies und Magneteisenerz.

### Klima
Durch seine Höhe liegen die Temperaturen in Rittersgrün ganzjährig unter denen der tiefergelegenen Gemeinden der Umgebung. In den Wintermonaten sind die höhergelegenen Bereiche von Rittersgrün oft längere Zeit schneebedeckt. Die Niederschlagsmenge liegt mit 1024,4 mm im jährlichen Mittel etwa auf dem Niveau von Oberwiesenthal (1058,7 mm), deutlich über den Werten der benachbarten Stadt Schwarzenberg (871,3 mm) und erheblich über den Werten der sächsischen Großstädte Dresden (583,7 mm) und Leipzig (584,6 mm). Wegen der trockenen Luft in der von dichtem Wald umgebenen Gegend war Rittersgrün in der ersten Hälfte des 20. Jahrhunderts Höhenluftkurort. Das Jahrhunderthochwasser im August 2002, bei dem das Pöhlwasser an vielen Stellen über seine Ufer trat, verursachte erhebliche Schäden. Rittersgrün wird vom sächsischen Landesamt für Umwelt, Landwirtschaft und Geologie als Teil eines Hochwasserentstehungsgebietes des Schwarzwassers geführt, das durch geringe Wasserversickerung, geringe Wasserrückhaltung, hohes Geländegefälle, Starkniederschläge und Schneeschmelze charakterisiert wird. Bei einem Tornado, der am 13. August 2003 von Rittersgrün nach Pöhla durch das Pöhlwassertal zog, wurden mehrere Bäume entwurzelt und Fahrzeuge beschädigt. Durch einen weiteren Tornado Ende Juli 2005 traten in einem Forstgebiet bei Tellerhäuser erhebliche Bruchschäden ein, die die Rodung des betroffenen Bereichs zur Folge hatten.

## Geschichte

### Hammerwerke als Grundlage der Besiedlung

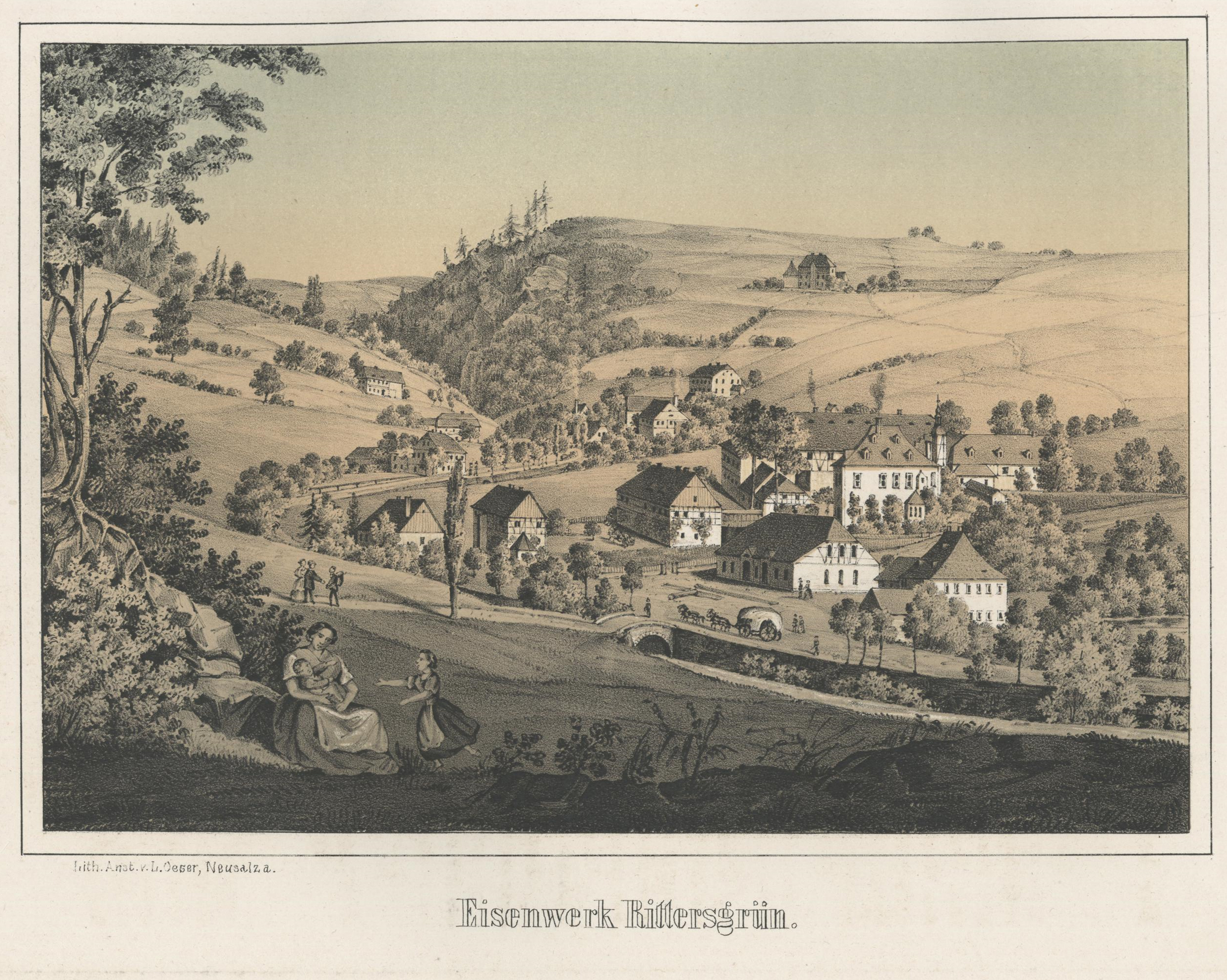
Arnoldshammer um 1850, zeitgenössischer Stich

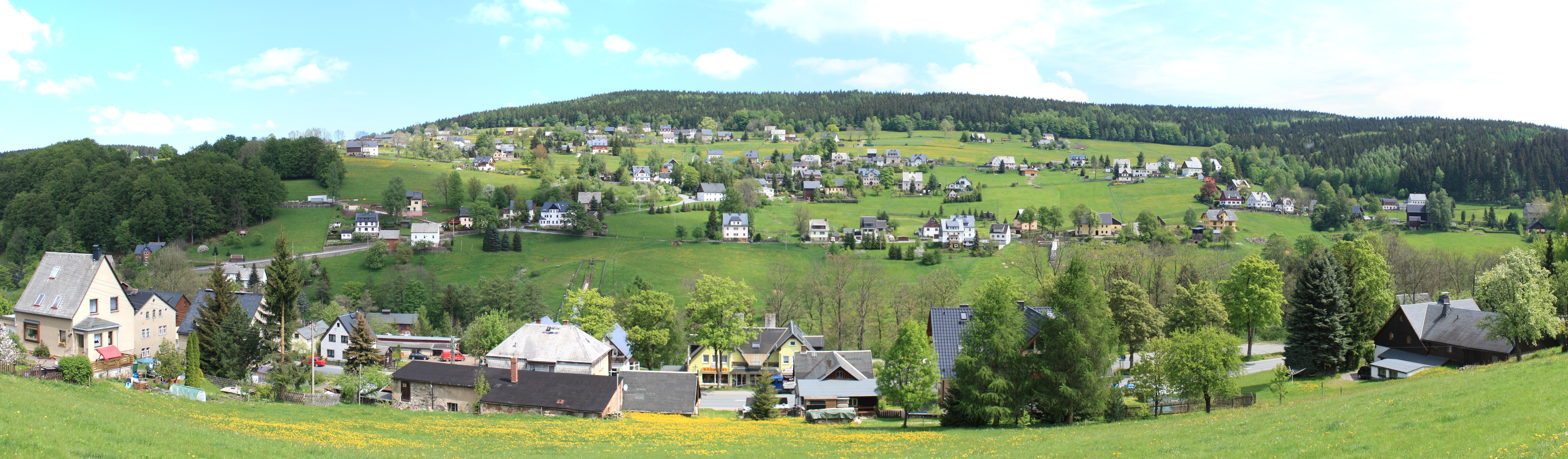
Blick auf den Hammerberg

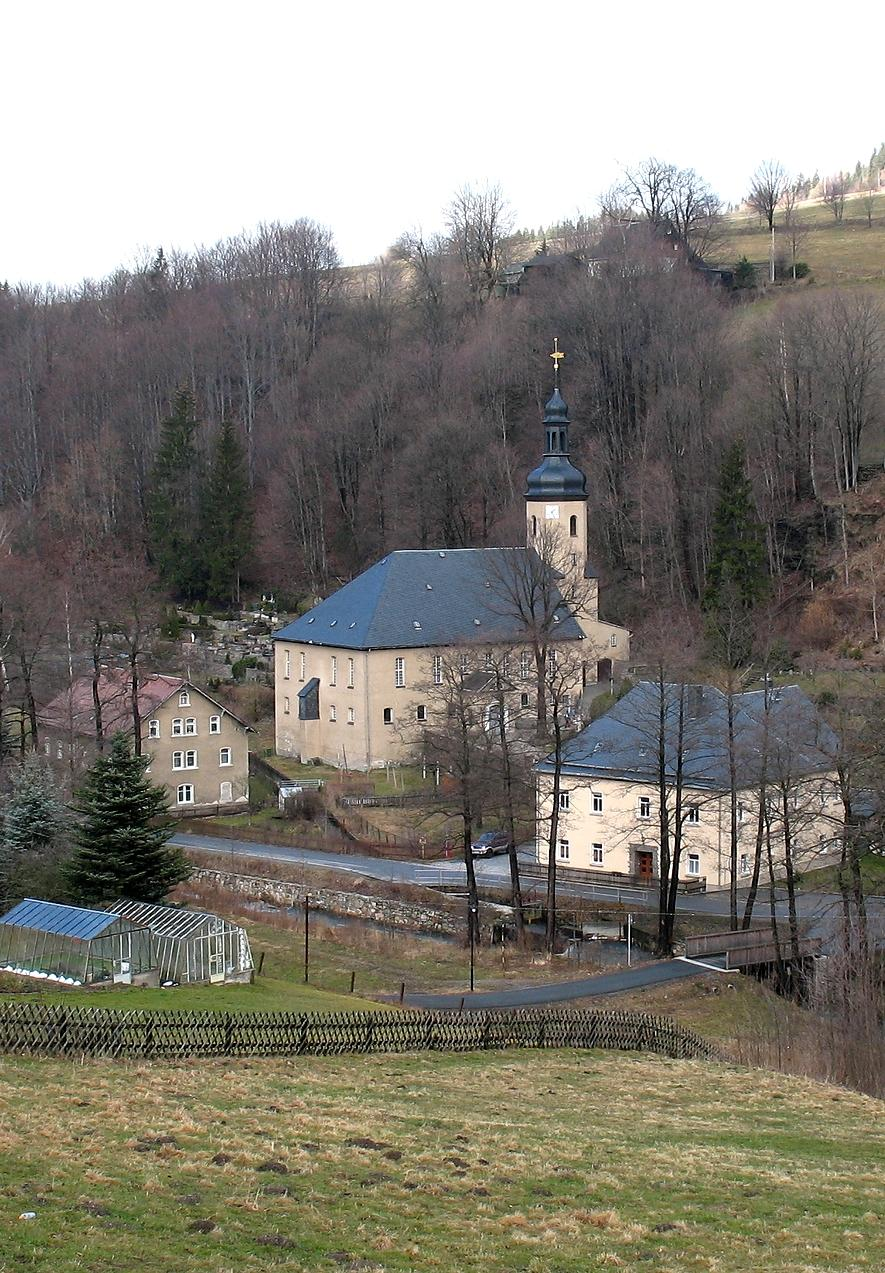
Kirche und Pfarrhaus: Umbau aus dem Escherschen Hammerwerk

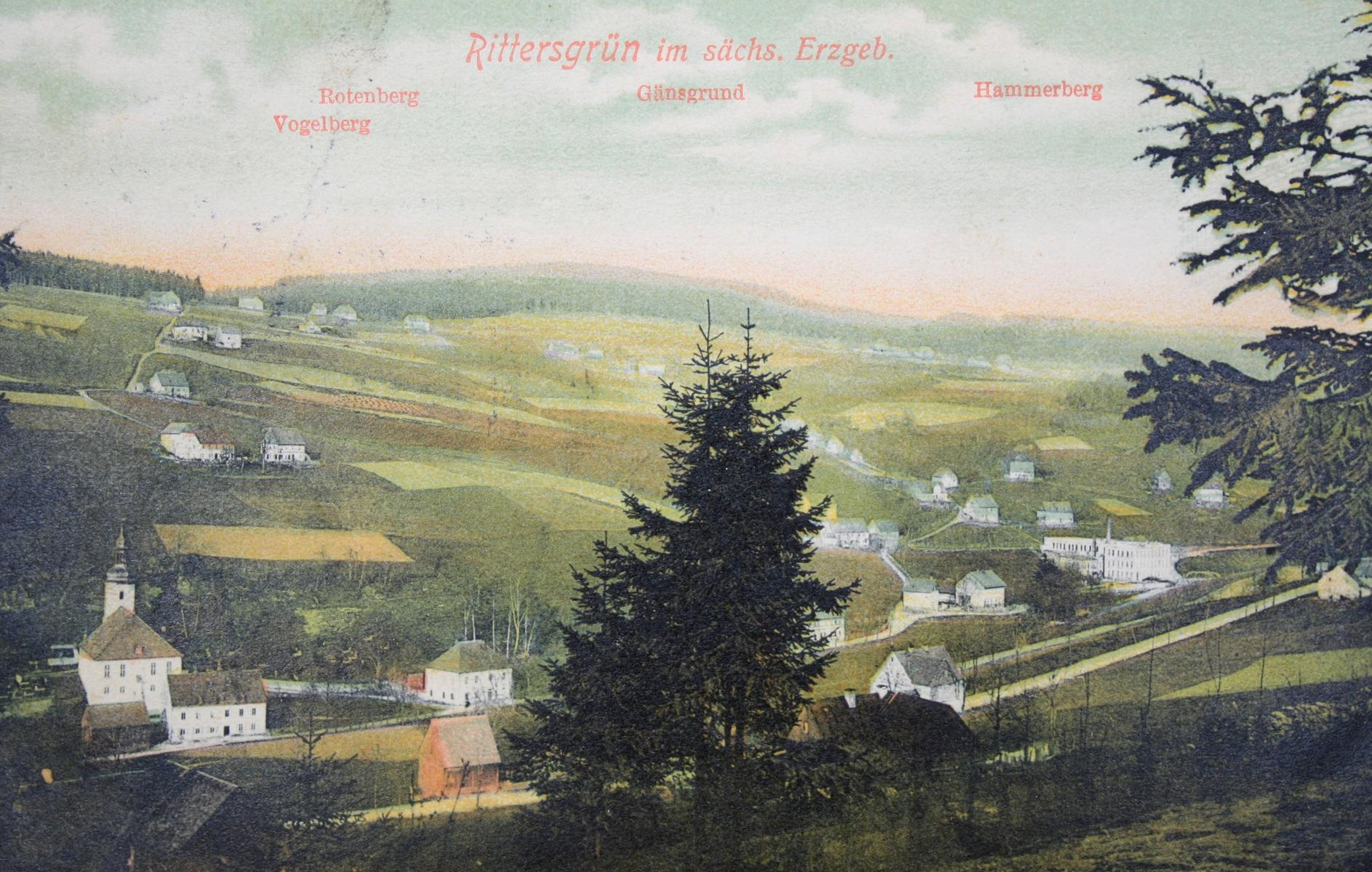
Rittersgrün mit Kirche und Fabrikgebäude von Junghans Söhne (1906)

Im Mittelalter bildete das Pöhlwasser die Grenze zwischen der Herrschaft Schwarzenberg und den östlich davon gelegenen
Besitzungen der Herren von Schönburg. Entlang des Baches lag der Rittersgrüner Pass, der den Erzgebirgskamm querte und für Chronisten Indiz für eine frühe Besiedlung der Gegend war. So feierte man im Jahr 2000 das 750-jährige Bestehen von Rittersgrün. Dass tatsächlich bereits im 13. Jahrhundert eine Siedlung auf dem Gebiet der heutigen Gemeinde bestanden hat, ist zweifelhaft und nicht zu belegen. Vermutlich steht die erste Besiedlung des späteren Rittersgrüns in engem Zusammenhang mit der Anlage eines Hammerwerks am Pöhlwasser im 15. Jahrhundert. Johann Paul Oettel berichtet 1748 von „Jacob Kleinhempels, der ohngefehr 1440. auf dem Hammer zu Rittersgrün gewirthschafftet“. Ob dieses Hammerwerk und die dazugehörenden Gebäude bereits einen Namen trugen, ist nicht bekannt. Erst 1534 wurde Rittersgrün als Bezeichnung für das erste Haus auf der linken Seite des Pöhlwassers in einer Steuerliste des Amtes Schwarzenberg urkundlich erwähnt. Woher die Bezeichnung Rittersgrün stammte und ob sie eventuell für die rechte Bachseite in Gebrauch war, lässt sich auf Grund der schlechten Quellenlage nicht bestimmen. Wenige Jahre später entstanden zwei neue Hammerwerke am rechten Ufer des Pöhlwassers. Hans Schwarz, der Bürgermeister von Annaberg, ließ an der Stelle der heutigen Kirche einen „neuen Hammer, am Behlwasser mit einem Renwergk“ errichten. Die Angabe „Undt seint daruber drey wüste Hammerstede und darunter auch eine“ lässt den Schluss zu, dass bereits vorher ein reger Eisenverarbeitungsbetrieb im Gange war. Etwas weiter flussabwärts entstand der Hammer von Hans Kleinhempel, vermutlich an der Stelle des von Oettel genannten Hammerwerks Jakob Kleinhempels. Dieser blieb, nach einem späteren Besitzer Arnoldshammer benannt, bis ins 20. Jahrhundert ein eigenständiger Gutsbezirk. Ende des 16. Jahrhunderts verlegte der Hammerherr Nikolaus Klinger einen Hochofen nach Rittersgrün und bildete damit die Grundlage eines weiteren Hammerwerks, das nach seinem Schwiegersohn und Nachfolger Rudolph von Schmertzing als Schmertzingischer Hammer bezeichnet wurde.
Es ist anzunehmen, dass die ersten Siedler wegen der Arbeit in den Hämmern nach Rittersgrün kamen und sich in deren Umkreis niederließen. Eine frühere Besiedlung des Gebietes ist unwahrscheinlich, weil das raue Klima und der felsige Untergrund kaum Ackerbau zuließen und damit weder Lebensgrundlage noch Anziehungskraft boten. Während über die frühe Geschichte der rechten Seite des Pöhlwassers wenig bekannt ist, ist die Besiedlung der gegenüberliegenden Flussseite besser dokumentiert. Der erste Siedler, der sich auf dem Gebiet links des Pöhlwassers, das in Anspielung auf seine Zugehörigkeit zum damaligen Amt Schwarzenberg noch heute als Amtsseite bezeichnet wird, niederließ, war der Breitenbrunner Nisius Lebe, der 1534 dort sein Haus errichtete. 1536 heißt es in einer Steuerliste „Rittersgrun Ist ein Heuslen“. 1560 waren bereits elf Häuser gebaut und eine kleine Siedlung entstanden.

### Höhepunkt der Eisenverarbeitung im 17. Jahrhundert
Anfang des 17. Jahrhunderts hatte die Rittersgrüner Eisenverarbeitung ihren Höhepunkt erreicht. Auf einem Öder-Blatt von ca. 1610 werden flussabwärts die folgenden Anlagen genannt: „Nicol Klingers Erben Zehnhammer“ oberhalb des Zusammenflusses von Mückenbach und Pöhlwasser, „der Klingerische Erben hohe ofen“ an der Stelle des späteren Schmertzing’schen Hammers, „Paul Eschers hohe ofen“ an der Stelle der späteren Fabrik Junghans und Söhne, „Paul Eschers Hammer“ an der Stelle der heutigen Kirche und als vermutlicher erster Siedlungskern „Caspar Arnolts Hammer“. 1617 wurde der Eschersche Hammer durch Wasser und Feuer schwer beschädigt und 1633 durch die kaiserlichen Truppen des Generals Heinrich von Holk, die den Rittersgrüner Pass als Weg von Böhmen nach Sachsen und zurück nutzten, wie alle Rittersgrüner Eisenverarbeitungsanlagen zerstört. Während die Hammerwerke von Arnold und von Schmertzing wieder aufgebaut und in Betrieb gesetzt wurden, blieb der Eschersche Hammer wüst. Im August 1661 fügte ein Hochwasser den beiden verbliebenen Hammerwerken erneut schwere Schäden zu. 1670 ließ sich Hannibal von Schmertzing den Bau von 17 Häusern für seine Arbeiter und die Erbgerichtsbarkeit über die Siedlung genehmigen. Wenige Jahrzehnte später hatte sich die Zahl der Gebäude auf dem Hammerberg oberhalb des Schmertzing’schen Hammerwerks mehr als verdoppelt. Die rasche Bevölkerungszunahme, die nicht zuletzt auf Exulanten aus dem benachbarten Böhmen infolge der dortigen Gegenreformation zurückzuführen ist, veranlasste gegen Ende des 17. Jahrhunderts den Bau einer eigenen Rittersgrüner Kirche.

### Krankheiten, Krieg und Hunger im 18. Jahrhundert

Gedenktafel für die Familie von Elterlein in der Rittersgrüner Kirche

1704 erwarb Johann August von Elterlein den Arnoldshammer und brachte sechs Jahre später auch den Schmertzing’schen Hammer, den er bereits seit den 1690er Jahren als Pächter betrieben hatte, in seinen Besitz. Für die folgenden 100 Jahre blieben die Rittersgrüner Hämmer als Hauptarbeitgeber im Besitz der Familie. Die zweite Hälfte des 18. Jahrhunderts war von Krankheiten, Hunger und Krieg geprägt. 1756 und 1762 grassierte eine Blatternepidemie im Dorf. Durch eine Hungersnot 1772 stieg die Zahl der Toten mit 268 Personen um ein Vielfaches der gewöhnlichen Zahl in der Rittersgrüner Gemeinde (1773: 35 Tote). 1778 war Rittersgrün von den Auswirkungen des Bayerischen Erbfolgekriegs betroffen. Beim Einfall eines Freicorps wurden die drei Brüder August Benjamin von Elterlein, Besitzer der Rittersgrüner Hammerwerke, Johann Heinrich von Elterlein, Besitzer des Hammerwerks in Großpöhla und Karl Heinrich von Elterlein, Besitzer des Pfeilhammers in Kleinpöhla, verschleppt und im Zuge des Friedens von Teschen wieder freigelassen. Der Rittersgrüner Pfarrer Ephraim Gottlieb Löscher vermerkte im Kirchenbuch: Ein Teil der Männer „zerstreute sich in dem Dorfe, fielen in die Häuser ein und nahmen was sie fanden. In hiesige Pfarrwohnung drangen sie ebenfalls ein schlugen meine, als des Pfarrers alte Mutter erbärmlich, nahmen an Kleidung, Wäsche und andern Sachen an 200 Thaler Werth mit sich, zerschlugen Schränke und Kasten und verjagten mich und die meinigen endlich gar aus dem Hause.“

### Neuausrichtung der Industrie und Gemeindezusammenschluss im 19. Jahrhundert

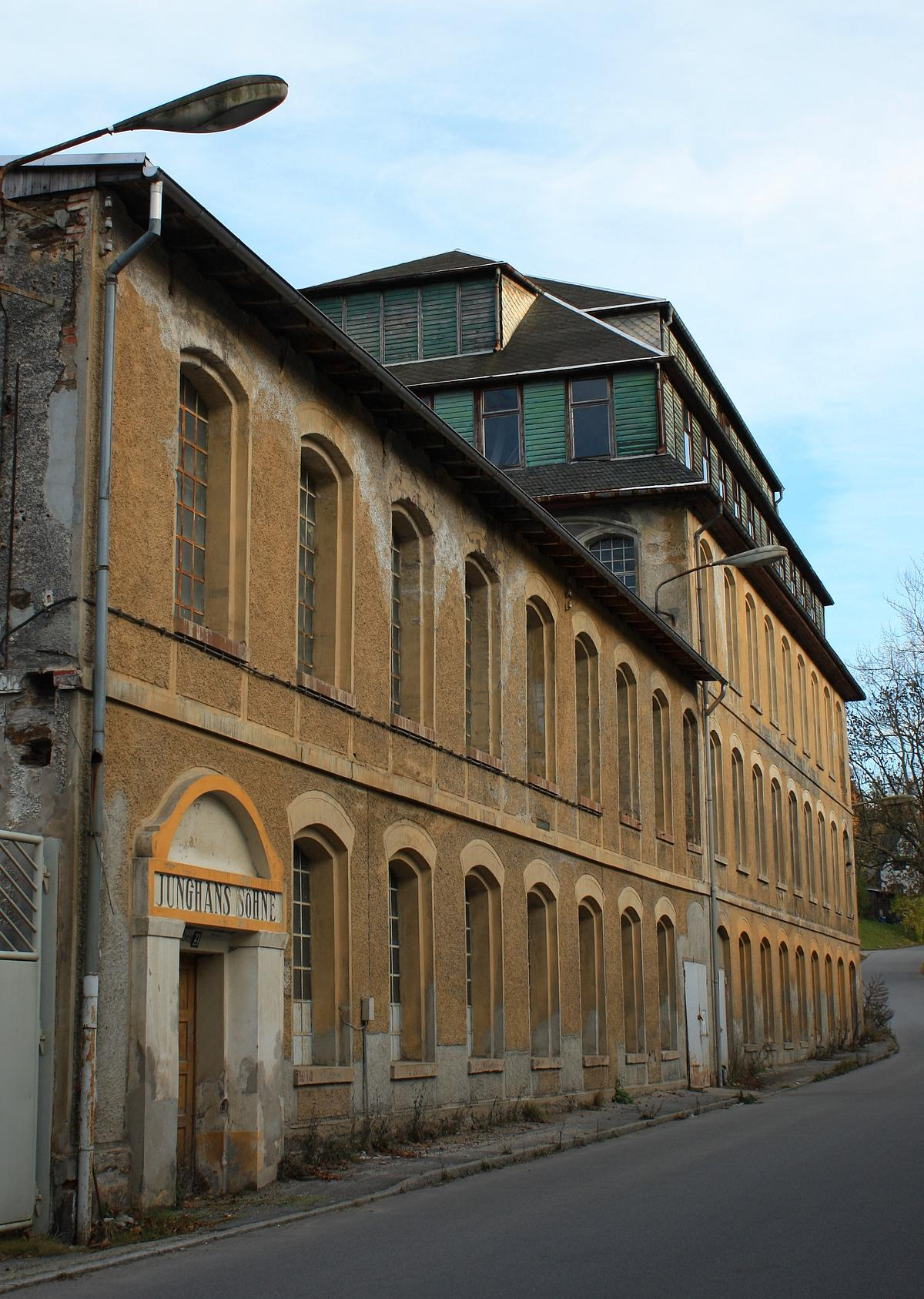
Industriebrache: Fabrikgelände von Junghans Söhne

Das 19. Jahrhundert war geprägt vom Niedergang des Hammerwesens und dem Entstehen neuer Industriezweige. 1812 arbeiteten in beiden Hammerwerken nur noch 51 Personen. 1818 und 1819 wurden in Rittersgrün zwei Klöppelschulen gegründet, in denen Kinder das vor allem von Frauen als Nebenerwerb genutzte Handwerk erlernten. Zu dieser Zeit verlor die Rittersgrüner Eisenverarbeitung immer stärker an Bedeutung, u. a. weil sie mit den modernen Betrieben in Westfalen und England nicht konkurrieren konnte. In den 1840er Jahren gingen die beiden Hammerwerke in den Besitz von Nestler & Breitfeld über, die den Hochofenbetrieb ein- und die Produktion umstellten. Der Rückgang von Bergbau, Eisenverarbeitung, Waldarbeit und des Klöppelwesens führte zur Verarmung der Bevölkerung, die durch eine Hungersnot und den Ausbruch von Scharlach und Blattern 1846 und 1847 ihren Höhepunkt erreichte. Ein Bericht des Rittersgrüner Pfarrers Moritz Heinrich Rosenhauer, der wenig später in den Sächsischen Landtag gewählt wurde, über die widrigen Bedingungen in seiner Gemeinde wurde im März 1847 in der Leipziger Illustrirten Zeitung veröffentlicht. Durch staatliche Zuwendungen und private Sach- und Geldspenden und die Gründung von Hilfs- und Arbeiterunterstützungsvereinen wurde die Not gelindert. Nach dem Zusammenschluss von Ober-, Unter- und Hammerrittersgrün zur Gemeinde Rittersgrün 1856 wurden neue Industriezweige aufgebaut. Die Gebäude in Arnoldshammer wurden als Holzschleiferei, Holzpappenfabrik und Brettschneiderei verwendet. Der aus Raschau stammende Gerber Daniel Simon Junghans gründete gemeinsam mit dem Spitzenhändler August Wenzel eine Holzschleiferei auf dem Gelände des früheren Schmertzing’schen Hammers und baute diese zu einer Pappenfabrik um. Aus den Schmertzing’schen Hammergebäuden etwas weiter flussaufwärts entstanden zwei Sägewerke. Carl Ludwig Flemming, der Sohn eines Bürstenmachers aus Schönheide, gründete 1864 eine Holzwarenfabrik in Oberglobenstein, die noch betrieben wird. Die Eröffnung der Pöhlatalbahn 1889, einer Schmalspurbahn, welche Rittersgrün mit Grünstädtel an der Bahnstrecke Annaberg-Buchholz–Schwarzenberg verband, vereinfachte den Transport von Erzeugnissen der Rittersgrüner Betriebe und half, Rittersgrün auch für den Fremdenverkehr zu erschließen.

### Weltkriege und politische Veränderungen im 20. Jahrhundert

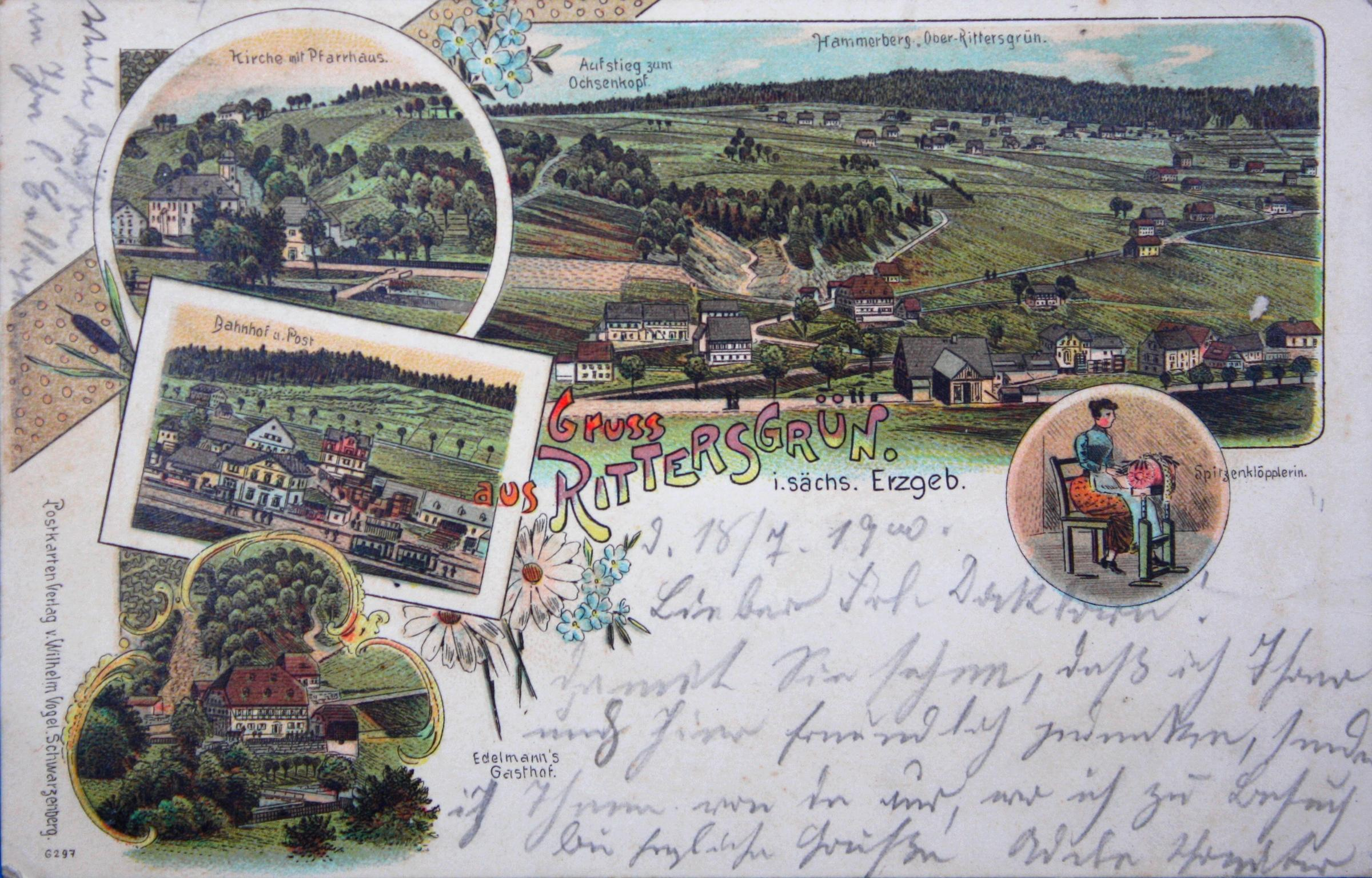
Rittersgrün am Anfang des 20. Jahrhunderts, Lithographie um 1900

In den Anfangsjahren des 20. Jahrhunderts wurde die Infrastruktur der Gemeinde verbessert. 1912 erhielt Rittersgrün Anschluss an das Elektrizitätsnetz. Mit dem Bau der heutigen Karlsbader Straße am Hang des Ortsteils Unterrittersgrün wurde der Verkehr aus dem engen Tal herausgeführt. Durch den Ersten Weltkrieg, in dem über 100 Rittersgrüner fielen, und die Inflation bis 1923 war auch die Rittersgrüner Wirtschaft stark beeinträchtigt. Viele Rittersgrüner Einwohner fanden im Verlauf der 1920er Jahre eine Arbeit in der Metallindustrie in Schwarzenberg. Der Bau neuer Industriebetriebe führte auch in Rittersgrün zu weiteren Arbeitsplätzen. In der 1911 von der Krefelder Firma Huppertz und Feltgen gebauten Strumpffabrik waren bis auf den Leiter ausschließlich Frauen beschäftigt. Sie wurde nach dem Zweiten Weltkrieg, u. a. als VEB Kinderbekleidung Modesta, mit mehr als 100 Arbeiterinnen betrieben. Zu den Hauptarbeitgebern zählte außerdem die Fabrik von JUNGHANS SÖHNE, die in den 1930er Jahren bis zu 200 Arbeiter beschäftigte. Während des Zweiten Weltkrieges wurden die Rittersgrüner Industriebetriebe auf Kriegszwecke umgestellt, was zu hohen Gewinnen unter den ansässigen Unternehmern führte.
In der ersten Hälfte des 20. Jahrhunderts wurde die Entwicklung des Tourismus weiter vorangetrieben. Heimatfreunde gründeten einen Fremdenverkehrsverein und der Reichsverband für Deutsche Jugendherbergen errichtete 1926 eine Bezirksjugendherberge, die bis 2008 (zuletzt privat) betrieben wurde. Zeitweise warb man mit Rittersgrün als Höhenluftkurort. Vor Ausbruch des Zweiten Weltkriegs gab es in der Gemeinde etwa 60 verschiedene Quartiere für Urlauber. Durch Urlaubsfahrten im Rahmen der nationalsozialistischen Kraft-durch-Freude-Organisation stieg die Zahl der Übernachtungen auf 16.837 von Oktober 1940 bis September 1941.
Nach dem Ende des Zweiten Weltkrieges wurde Rittersgrün zunächst für einige Wochen nicht von alliierten Truppen besetzt (siehe: Republik Schwarzenberg) und gehörte danach zur Sowjetischen Besatzungszone. Durch die Einquartierung von Flüchtlingen war die Versorgungslage schlecht. Die Produktion in den Rittersgrüner Betrieben konnte sofort nach Kriegsende wieder aufgenommen werden. Der erste Bürgermeister nach Kriegsende, Paul Seidel (KPD), wurde durch die Wahl am 1. September 1946 von Fritz Uloth (CDU) abgelöst. Von 1949 bis 1954 baute die SDAG Wismut in mehreren Schächten auf Rittersgrüner Flur Uranerz ab, wofür hunderte Bergarbeiter in Rittersgrüner Familien einquartiert wurden. Die Kollektivierung der Landwirtschaftsbetriebe führte 1960 zur Gründung der Landwirtschaftlichen Produktionsgenossenschaft Rittersgrün. 1972 wurden alle Betriebe mit mehr als zehn Beschäftigten zwangsverstaatlicht. Bereits 1971 war die Schmalspurbahnstrecke Grünstädtel-Oberrittersgrün eingestellt worden, weil der Güterverkehr immer stärker auf die Straße verlagert worden war.
Im Zuge der Wende trat die 1984 gewählte Bürgermeisterin Brigitte Burger (SED) im Februar 1990 zurück und wurde im selben Jahr durch den neu gewählten Arnfried Viertel (CDU) ersetzt, dessen Partei bei den Kommunalwahlen mit 15 Abgeordneten deutlich vor der SPD (zwei Sitze), der BfD und der PDS (jeweils ein Sitz) lag. Mithilfe von Fördermitteln des Bundes wurden Anfang der 1990er Jahre umfangreiche Sanierungsarbeiten durchgeführt. Das Freibad wurde wieder in Betrieb genommen, Straßen und Brücken wurden erneuert, die Straßenbeleuchtung, Trinkwasserleitungen und das Telefonnetz wurden schrittweise ersetzt. Das kulturelle Leben der Gemeinde wurde mit der Neugründung von Vereinen und der Einrichtung eines Fremdenverkehrsamtes gefördert. Im Zuge eines Dorferneuerungsprogrammes flossen während der Legislaturperiode des Bürgermeisters Frank Siegel von 1994 bis 1998 insgesamt acht Millionen Euro in die Infrastruktur von Rittersgrün. Im Ortsteil Arnoldshammer und auf dem Hammerberg wurde eine größere Zahl Eigenheime gebaut. Nach der Wende kam es auch in Rittersgrün zur Schließung vieler Betriebe. Viele Einwohner verloren ihre Anstellung, sodass sich die Arbeitslosenquote am Ende des Jahrhunderts mit 15 bis 20 Prozent auf einem hohen Niveau bewegte.

### Eingemeindung
Am 1. März 1994 wurde Tellerhäuser nach Rittersgrün eingemeindet.
Am 1. Januar 2007 wurde Rittersgrün nach Breitenbrunn/Erzgeb. eingemeindet.

### Religion

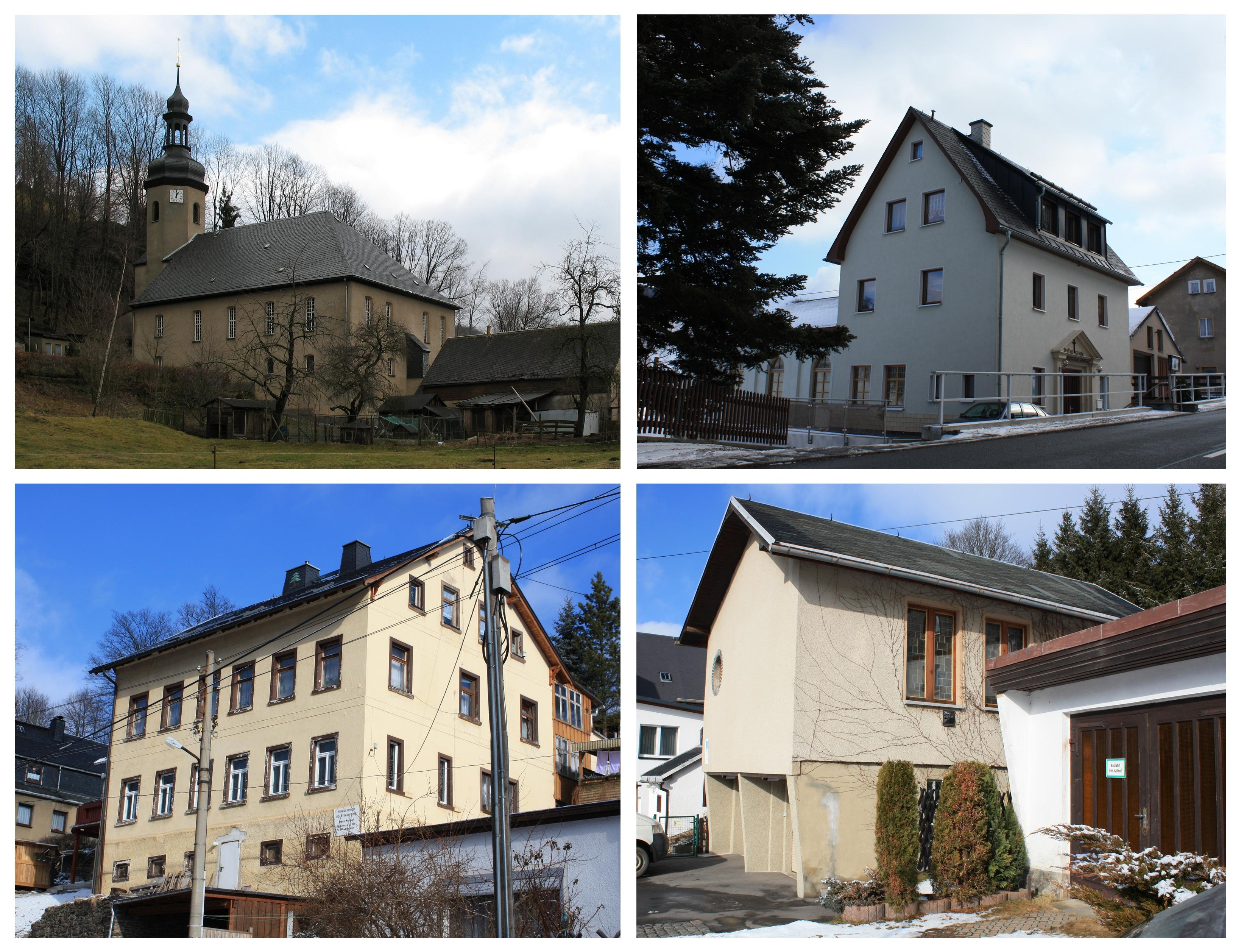
Kirchengebäude in Rittersgrün

Mit der sich stetig vergrößernden Bevölkerung wuchs in Rittersgrün gegen Ende des 17. Jahrhunderts der Wunsch, nicht länger nach Breitenbrunn zum Gottesdienst gehen zu müssen. Zwar hatten die Breitenbrunner ihre Kirche an das obere Ortsende gebaut, um den Rittersgrünern den beschwerlichen Weg zu erleichtern, doch gerade in den Wintermonaten war der Marsch über den Berg zu umständlich. Mit dem Escherschen Hammer, der nach dem Dreißigjährigen Krieg nicht wieder aufgebaut und der Gemeinde 1685 vom Kurfürsten geschenkt worden war, fand man schnell eine geeignete Stelle für ein eigenes Gotteshaus. Die Ruine des Wohnhauses der Hammerherren baute man zu einer Kirche um, die 1693 geweiht wurde. Wegen des Widerstands des Breitenbrunner Pfarrers blieb Rittersgrün zunächst eine Filiale von Breitenbrunn und wurde erst 1718 zu einer eigenständigen Parochie mit eigenem Pfarrer. Heute steht die Gemeinde in einem Schwesterverhältnis zu Pöhla, mit dem es sich einen Geistlichen teilt. Neben der evangelisch-lutherischen Kirche existieren im Ort eine evangelisch-methodistische Gemeinde mit einem 1901/1902 eingerichteten Gemeindesaal am Fuß des Rothenberges und eine Ortsgruppe der Landeskirchlichen Gemeinschaft mit einem 1924 geweihten Gemeindehaus an der Karlsbader Straße. Eine 1966 im Saal des Arnoldshammer-Gasthofes eingerichtete Kapelle wurde wegen der sinkenden Mitgliederzahl und ungeklärter Eigentumsverhältnisse 1997 aufgelöst. Die wenigen katholischen Einwohner von Rittersgrün fahren zum Gottesdienst nach Schwarzenberg. Einmal monatlich findet ein katholischer Gottesdienst im Gemeinderaum der evangelisch-lutherischen Kirchgemeinde statt.

### Einwohnerentwicklung

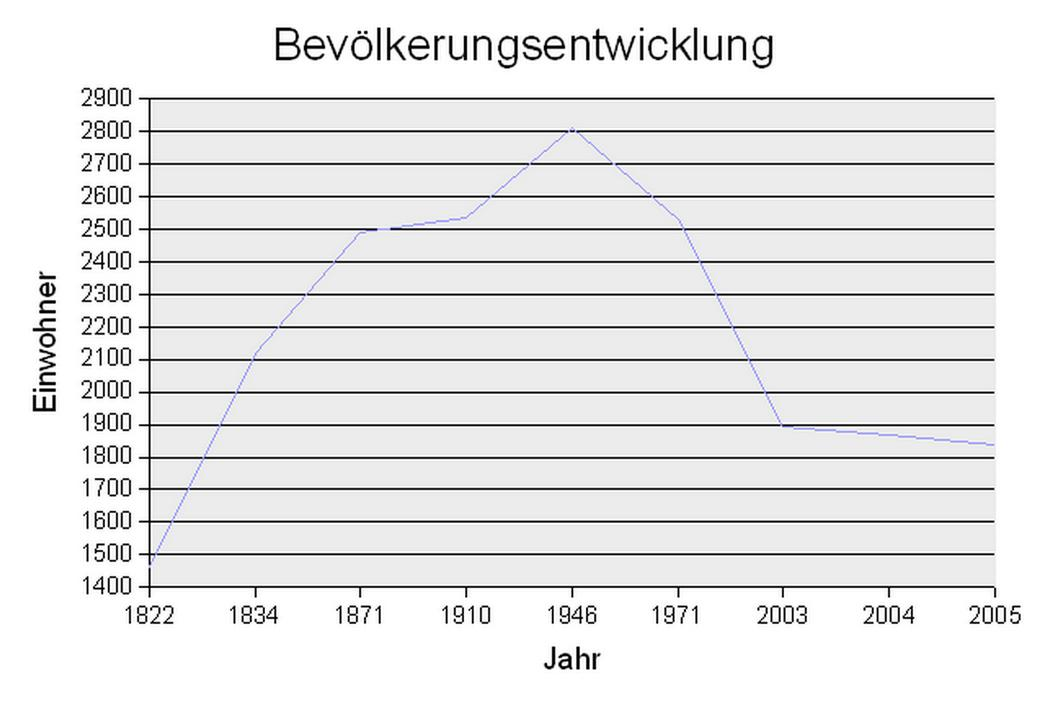
Bevölkerungsentwicklung

Genaue Zahlen über die Einwohnerentwicklung in der Anfangszeit der Besiedlung sind auf Grund der schlechten Quellenlage nicht bekannt. Sicher ist, dass der Bevölkerungsanstieg in den ersten Jahrhunderten vor allem durch den Zuzug von Arbeitern in den Hammerwerken und umliegenden Bergwerken bedingt war. Einen ersten verlässlichen Anhaltspunkt über die Zahl der Einwohner in allen drei Rittersgrüner Teilen bildet eine Familienliste von 1701. Demnach lebten in dieser Zeit etwa 115 Familien in Rittersgrün, von denen der größte Teil wirtschaftlich von den Hammerwerken abhängig war. Fast ein Viertel aller Haushaltsvorstände war als Bergarbeiter tätig, zehn Holzhauer und sechs Köhler arbeiteten im Wald, Hammerschmiede, Hochofenarbeiter, Kohlmesser, Fuhrleute und Tagelöhner sorgten für den Betrieb der Hammerwerke. Insgesamt waren die Lebensverhältnisse für den Großteil der Bevölkerung schlecht. Die Kindersterblichkeit war hoch und das Einkommen gering. Vor allem ältere Einwohner mussten als Tagelöhner arbeiten, einige Frauen verdienten durch Klöppeln etwas Geld hinzu, mindestens fünf Personen lebten als Bettler im Dorf. Durch das florierende Hammerwerksgeschäft stieg die Zahl der Einwohner im Verlauf des 19. Jahrhunderts stark an. 1834 war sie auf über 2000 gestiegen und erreichte Mitte des 20. Jahrhunderts ihren Höhepunkt mit fast 3000 Einwohnern. Seitdem ist die Einwohnerzahl durch den Rückgang der Geburtenzahl und seit der Wende und friedliche Revolution in der DDR durch den Fortzug junger Menschen rückläufig und betrug vor der Eingemeindung nach Breitenbrunn etwa 1800. 2009 lebten etwas mehr als 1600 Menschen in Rittersgrün.
| - 1822: ca. 1460 - 1834: 2119 - 1871: 2488 - 1910: 2533 - 1946: 2812 - 1971: 2528 | - 2003: 1893 - 2004: 1867 - 2005: 1839 - 2009: 1625 - 2011: 1610 |

## Politik

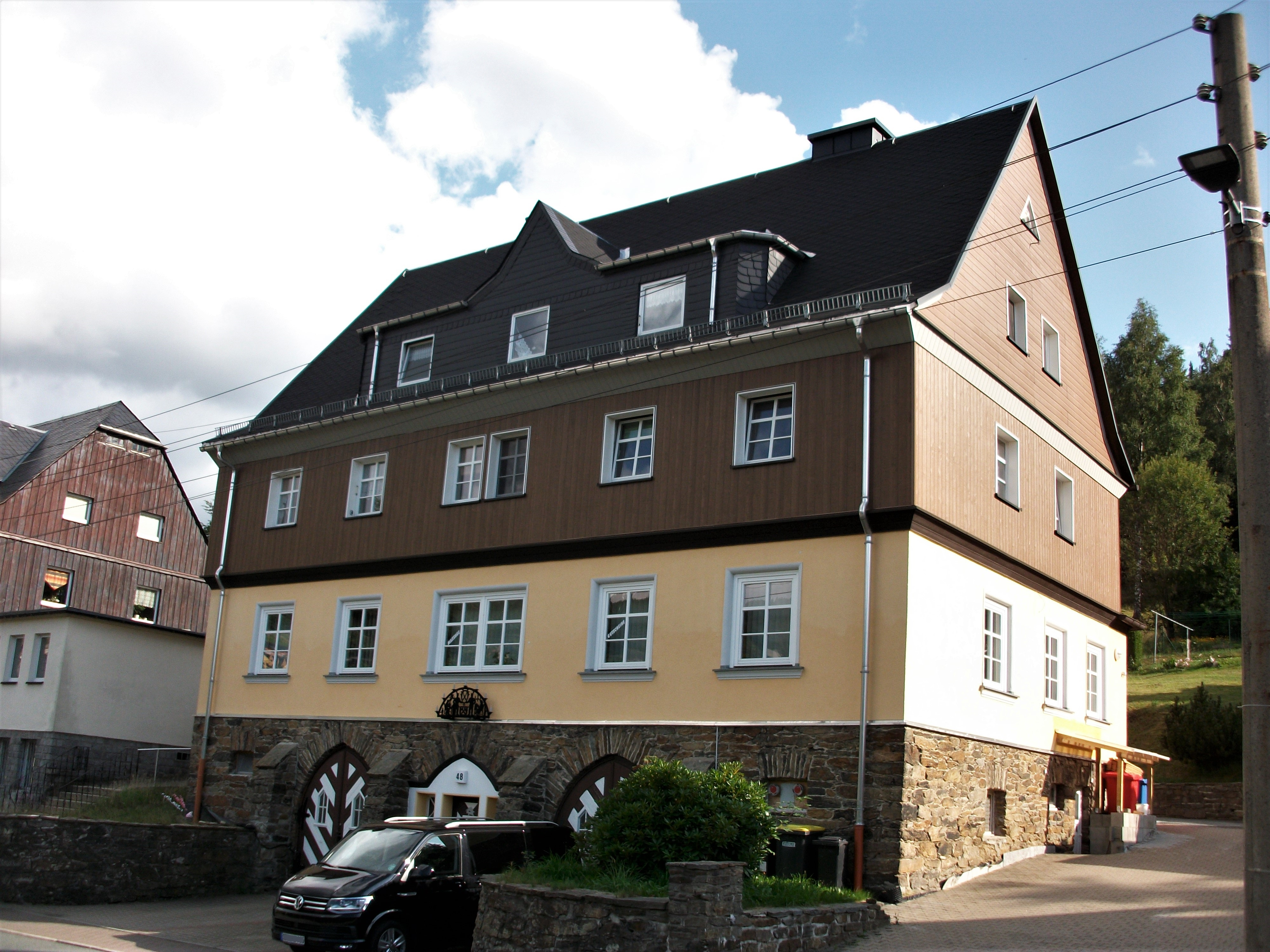
Rathaus Rittersgrün

- Am 1. März 1994 wurde die Gemeinde Tellerhäuser in die Gemeinde Rittersgrün eingegliedert.
- Am 2. September 1994 beschloss die Gemeinde Rittersgrün mit  der Gemeinde Antonsthal und der Gemeinde Breitenbrunn/Erzgeb. die Gründung der Verwaltungsgemeinschaft Breitenbrunn/Erzgeb.
- Die Gemeinden Breitenbrunn/Erzgeb. und Rittersgrün vereinbarten nach Beschlüssen beider Gemeinderäte am 7. November 2006 einen Zusammenschluss in Form einer Gemeindeeingliederung, die am 1. Januar 2007 in Kraft trat.

### Gemeinderat
Der letzte Gemeinderat wurde am 13. Juni 2004 gewählt. Es entfielen acht der zwölf Sitze auf die Freie Wählergemeinschaft WIR (62,9 % aller Stimmen) und 4 auf die CDU (37,1 %).

### Bürgermeister
Der letzte, bis Ende 2006 amtierende ehrenamtliche Bürgermeister von Rittersgrün war der 1950 geborene Frank Siegel. Er vertrat die Freie Wählergemeinschaft WIR und wurde bei den Bürgermeisterwahlen am 10. Juni 2001 mit 89,2 % aller Stimmen im Amt bestätigt und war nach der Eingliederung nach Breitenbrunn noch bis nach der Ortschaftsratswahl am 7. Juni 2009 bis zur Neuwahl eines neuen Ortsvorsteher am 20. August 2009 Ortsvorsteher.

### Ortschaftsrat
Bei den Wahlen zum Ortschaftsrat am 7. Juni 2009 entfielen jeweils drei der sechs Sitze auf die Freie Wählergemeinschaft WIR (53,1 % aller Stimmen) und die CDU (46,9 %).
Bei den Wahlen zum Ortschaftsrat am 25. Mai 2014 entfielen vier der sechs Sitze auf die Freie Wählergemeinschaft WIR  (65,4 % aller Stimmen) und zwei auf die CDU (34,6 % aller Stimmen).

### Ortsvorsteher
Ortsvorsteher ist seit der konstituierenden Sitzung des Ortschaftsrates am 20. August 2009 infolge der Kommunalwahl 2009 der 1971 geborene Thomas Welter (FWG WIR). Er wurde am 15. Juli 2014 wiedergewählt.

### Ortspartnerschaften
Rittersgrün unterhält seit 1993 eine Partnerschaft mit der Gemeinde Münstertal im Schwarzwald und seit 1998 mit der tschechischen Stadt Nová Role. Diese Kommunalpartnerschaften erneuerte die Gemeinde Breitenbrunn/Erzgebirge in den Jahren 2007 und 2008.

## Kultur und Sehenswürdigkeiten

### Museen

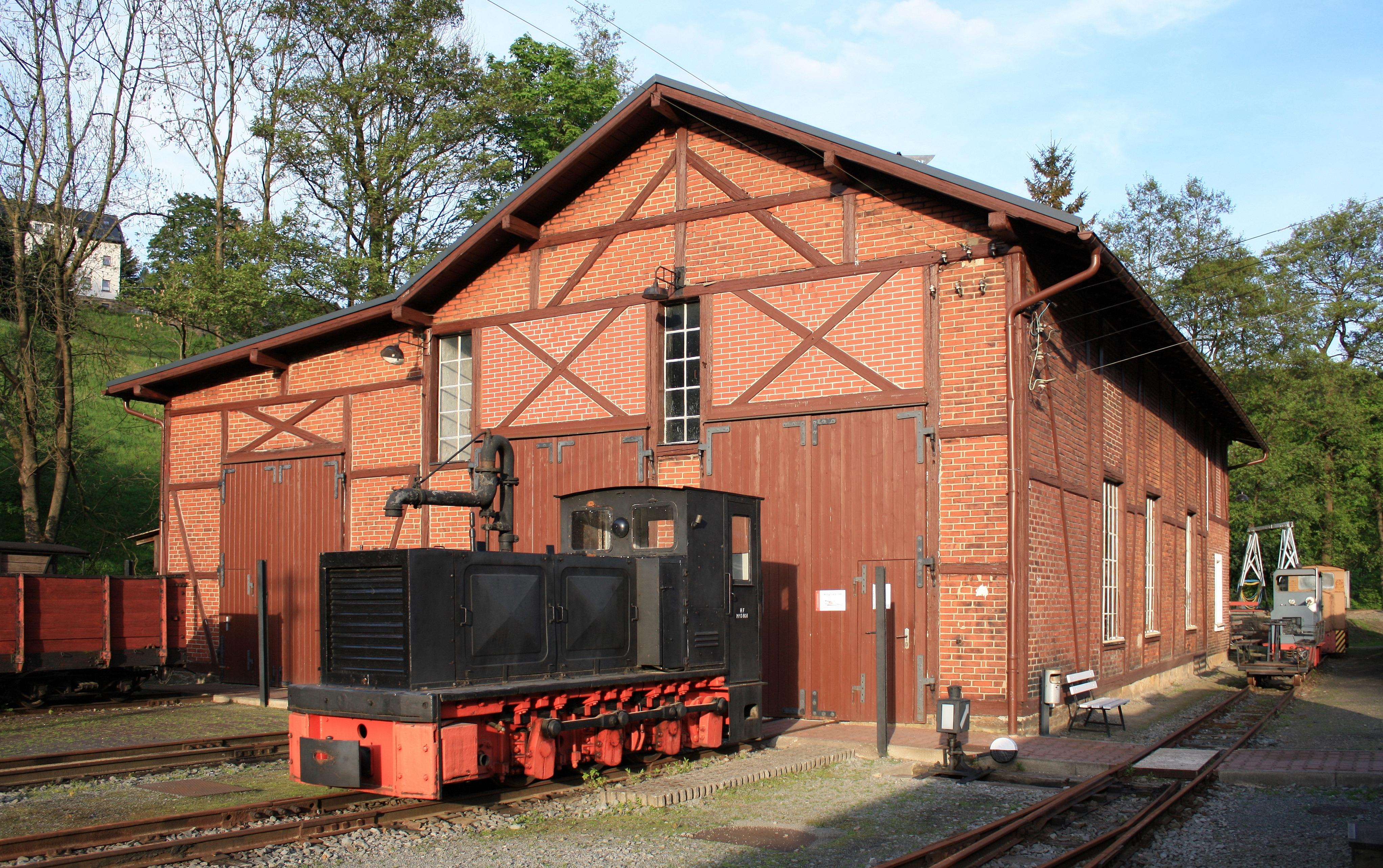
Sächsisches Schmalspurbahn-Museum

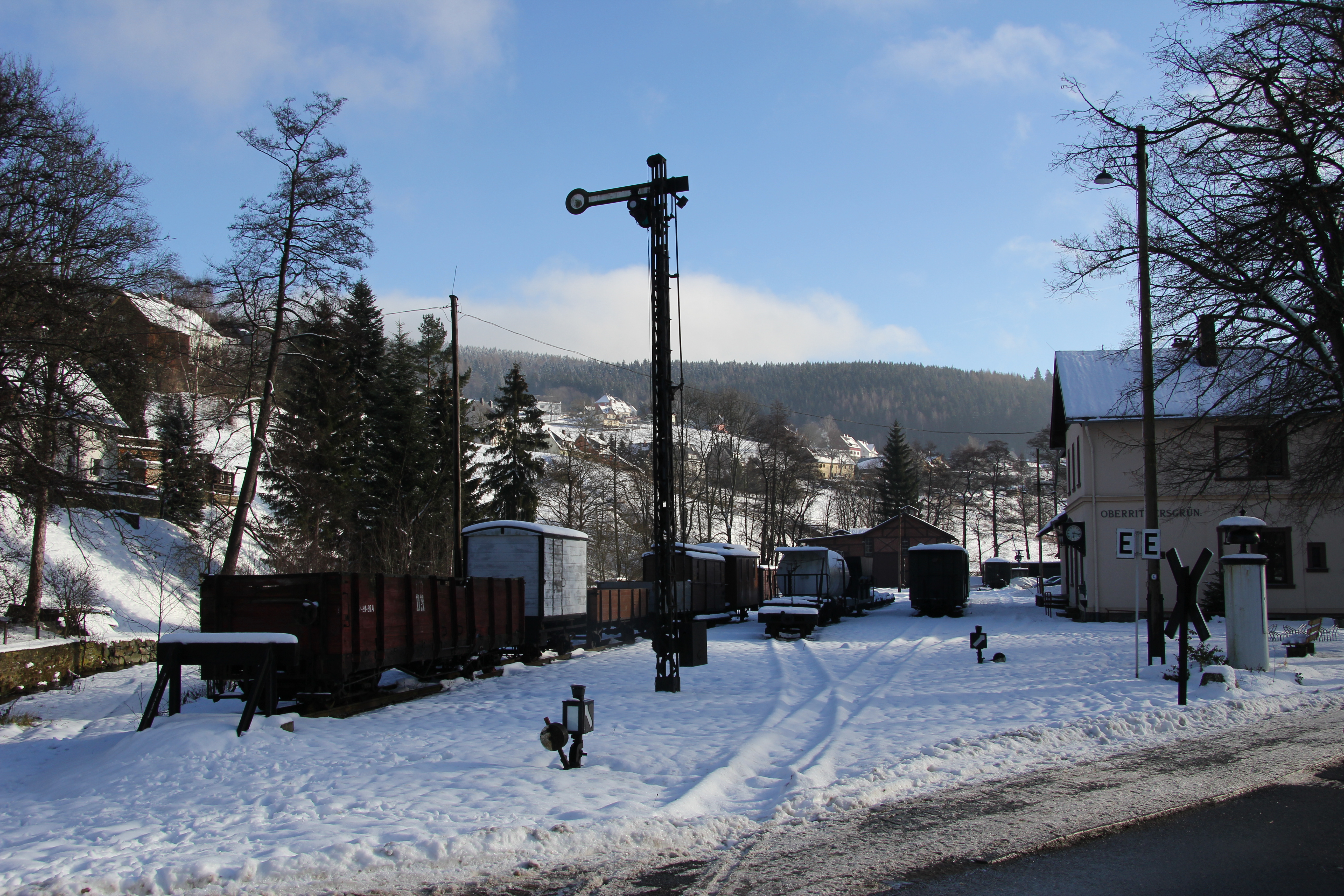
Bahnhof Oberrittersgrün (2015)

Die Endstation der 1971 stillgelegten Schmalspurbahn Grünstädtel–Oberrittersgrün wurde 1977 als erstes Eisenbahnmuseum der DDR gegründet und wird heute als Sächsisches Schmalspurbahn-Museum Rittersgrün betrieben. Es umfasst das Bahnhofsgebäude, in dem das Fremdenverkehrsamt und eine kleine Ausstellung untergebracht sind, einen Lokschuppen und ein Freigelände mit historischen Wagen und Lokomotiven.
Holzschleiferei Weigel
Im Technischen Museum Holzschleiferei Weigel, das 1990 nach der Stilllegung der Produktion entstand, werden alte Maschinen, Transmissionen, Turbinen und ein großes Wasserrad zum Antrieb gezeigt.

### Rittersgrüner Meteorit

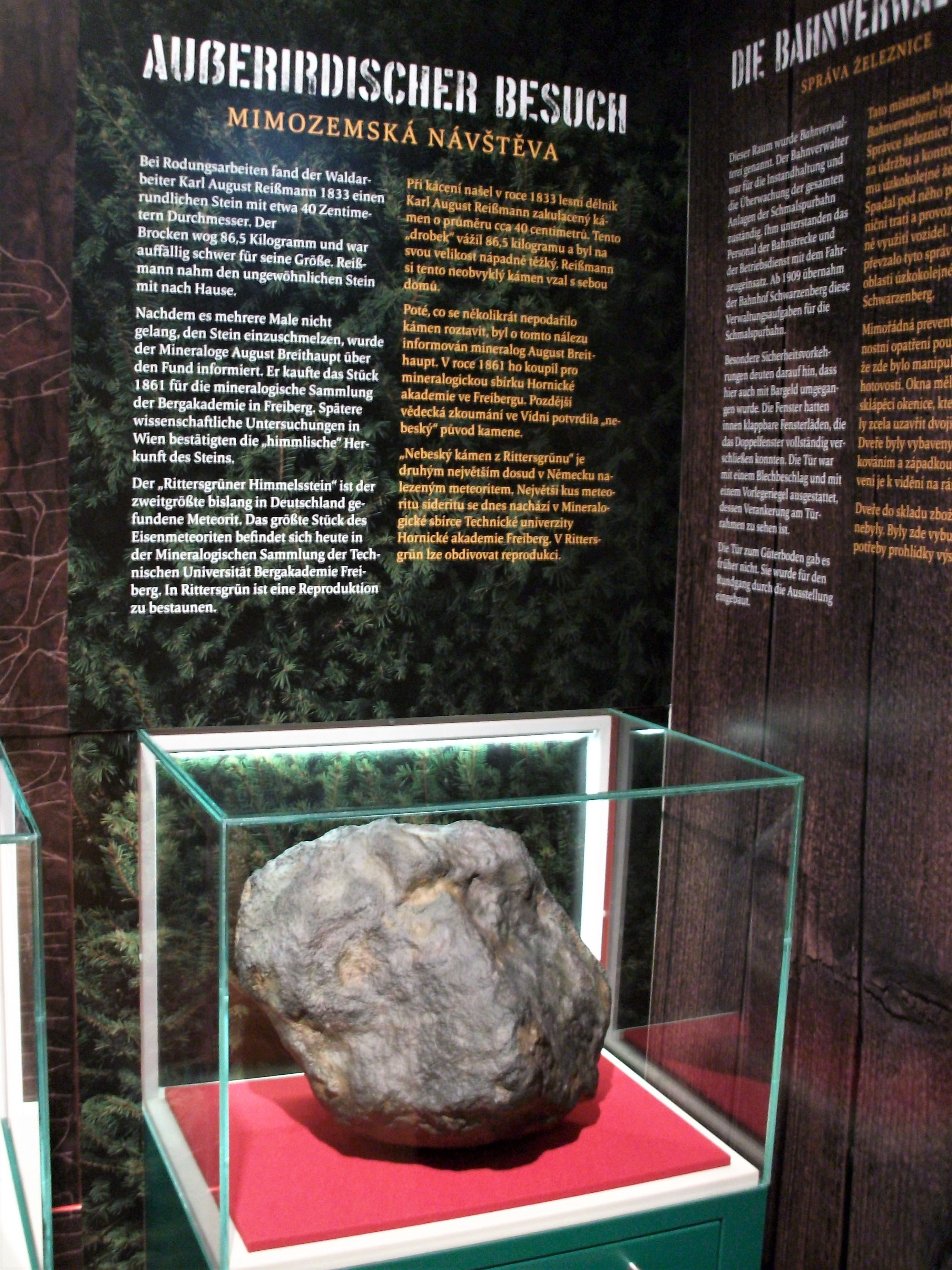
Rittersgrüner Meteorit (Reproduktion im Sächsischen Schmalspurbahn-Museum Rittersgrün)

Überregionale Beachtung erhielt ein 1833 im Wald bei Ehrenzipfel gefundener Meteorit. Der Waldarbeiter Karl August Reißmann stieß bei Rodungsarbeiten auf den 86,5 kg schweren Eisenmeteoriten und lagerte ihn zunächst vor seinem Haus, da er in verschiedenen Eisenwerken nicht zum Schmelzen gebracht werden konnte. Nach einem Hinweis des Schichtmeisters von Pfeilhammer reiste der Freiberger Mineralogie-Professor August Breithaupt nach Rittersgrün und kaufte den Klumpen für die mineralogische Sammlung der Bergakademie Freiberg. Ein Gipsmodell des Meteoriten ist im Schmalspurbahnmuseum ausgestellt.

### Wanderwege
Durch Rittersgrün führen neben einer Vielzahl kleinerer Wanderwege der grenzüberschreitende Wanderpfad Anton-Günther-Weg, der bei Ehrenzipfel den Wettinplatz mit einem Anton-Günther-Gedenkstein passiert und der Bergbaulehrpfad Pöhla-Rittersgrün, über den verschiedene Altbergbau- und Wismutanlagen erreicht werden können. Ein teilweise fertiggestellter kombinierter Rad- und Wanderweg zwischen Rittersgrün und Raschau verläuft auf der Strecke der 1971 eingestellten Schmalspurbahn. Seit 2009 führt ein 30 Kilometer langer grenzüberschreitender Reitwanderweg von Rittersgrün über Halbemeile, Pernink und Nejdek nach Děpoltovice und dem Karlsbader Ortsteil Stará Role.

### Bauwerke

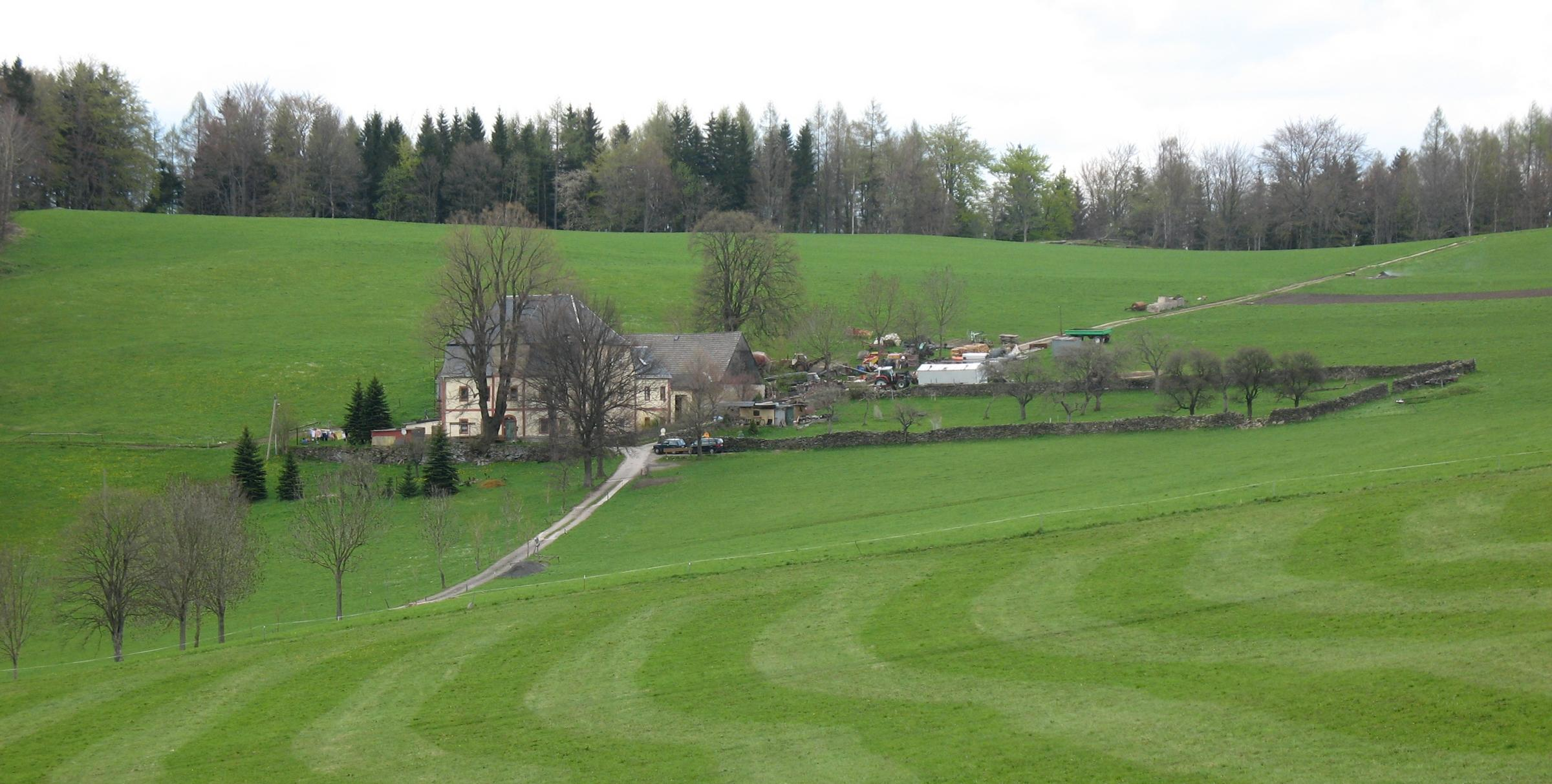
Rockstrohgut

- Die 1693 geweihte evangelisch-lutherische Pfarrkirche von Rittersgrün wurde auf den Grundmauern des Escherschen Hammerherrenhauses errichtet und zählt mit dem aus der Hammerschmiede hervorgegangenen Pfarrhaus zu den ältesten Gebäuden der Gemeinde. Auf der Nordseite der Kirche befindet sich ein Bergfriedhof. Unterhalb des Friedhofs auf der Südseite schließt sich eine Anlage zum Gedenken an die in den Kriegen gefallenen Rittersgrüner an.
- Entlang der Kirchstraße stehen mehrere denkmalgeschützte, teils verputzte Fachwerkhäuser, u. a. die 1832 eingeweihte frühere Kirchschule, das 1802 auf den Ruinen der Schmertzing’schen Gezähschmiede errichtete frühere Gasthaus Bück Dich und das Doppelhaus, das durch die Dreharbeiten des DEFA-Films Sankt Urban 1969 den Namen Wamsärmelschenk erhielt.
- Der Obere Rother-Adler-Stollen war von 1842 bis 1893 die letzte betriebene Rittersgrüner Altbergbau-Anlage und kann nach seiner Sanierung Mitte der 1990er Jahre auf einer Länge von 150 Metern von Besuchern befahren werden. Unterhalb des Stolleneingangs befinden sich das Huthaus mit einem zierlichen Dachreiter, das heute als Wohnhaus genutzt wird, und ein Pulverturm, der 1882 nach zwei Pulverexplosionen mit insgesamt sieben Todesopfern[29] gebaut wurde.
- Das Rockstrohgut auf einem Bergrücken oberhalb von Arnoldshammer wurde 1777 vermutlich als Witwensitz der Hammerherrenfamilie Rockstroh errichtet. Das spätbarocke Wohnhaus des Vierseithofes hat ein hohes Mansarddach, einen schmalen Mittelrisalit mit Dacherker und ein weitläufiges Treppenhaus. Der benachbarte Obstgarten ist von einer hohen Trockenmauer umgeben.[30]
- In der Nähe des oberen Ortsausgangs von Rittersgrün wurde 1960 ein Ernst-Thälmann-Ehrenhain eingerichtet. Das darin befindliche Denkmal in Form eines Obelisken wurde 2011 umgestaltet und erinnert seither an die Opfer des Todesmarsches von KZ-Häftlingen aus dem KZ-Außenlager Berga/Elster nach Theresienstadt, der im April 1945 durch Rittersgrün führte. Am Denkmal befindet sich eine Tafel für den 1935 ermordeten Kurier Guido Pilz aus Lauter.
- Am Wettinplatz bei Ehrenzipfel kann der vom Rittersgrüner Knappschaftsverein gepflegte Fuchslochstollen von Besuchern befahren werden. Der Wettinbrunnen wurde 1889 zu Ehren des sächsischen Herrschergeschlechts Wettin eingeweiht. Seit 1996 erinnert ein Gedenkstein an den erzgebirgischen Sänger und Volksdichter Anton Günther.

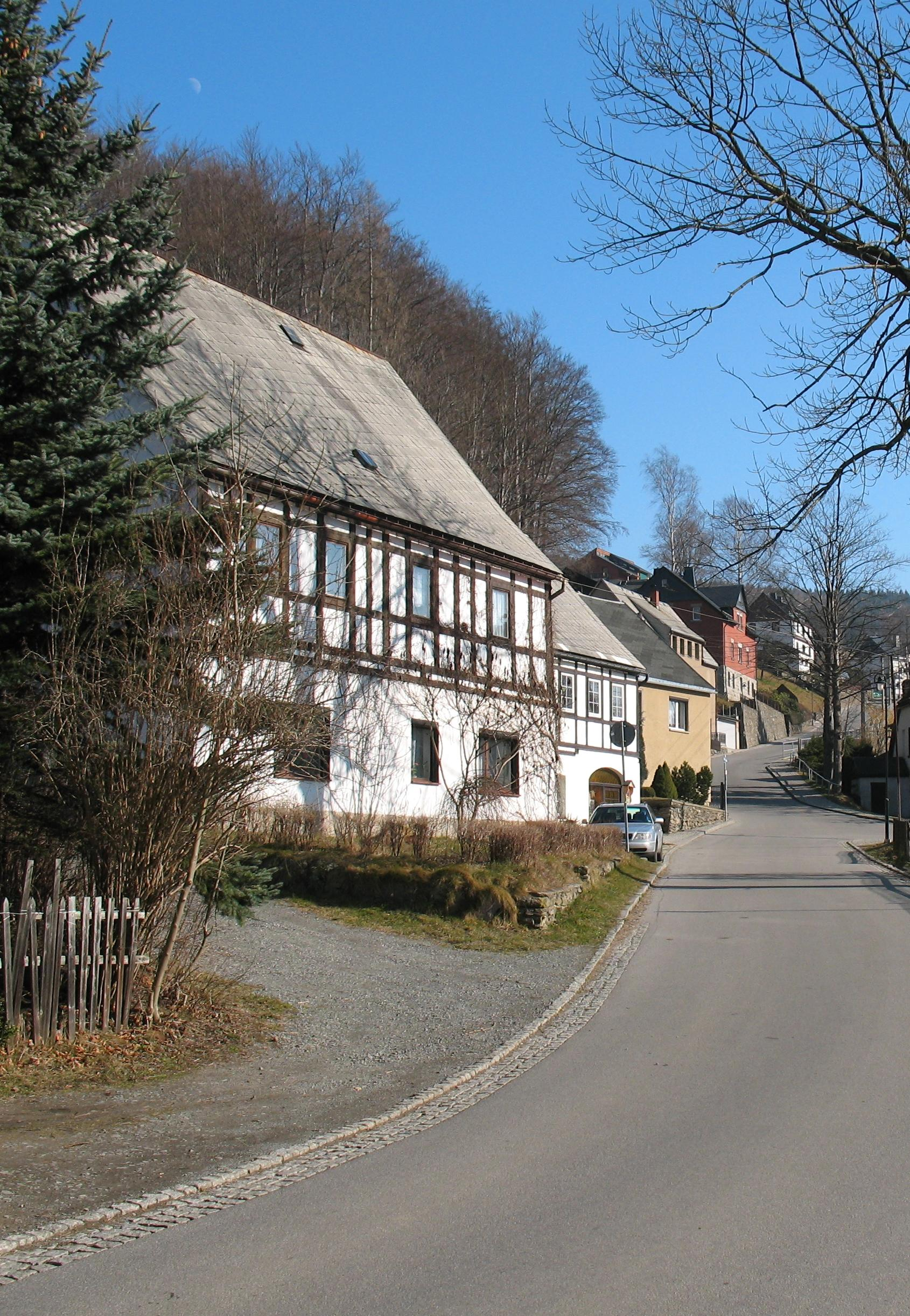
Denkmalgeschützte Fachwerkhäuser, im Hintergrund die Hammerbergstraße
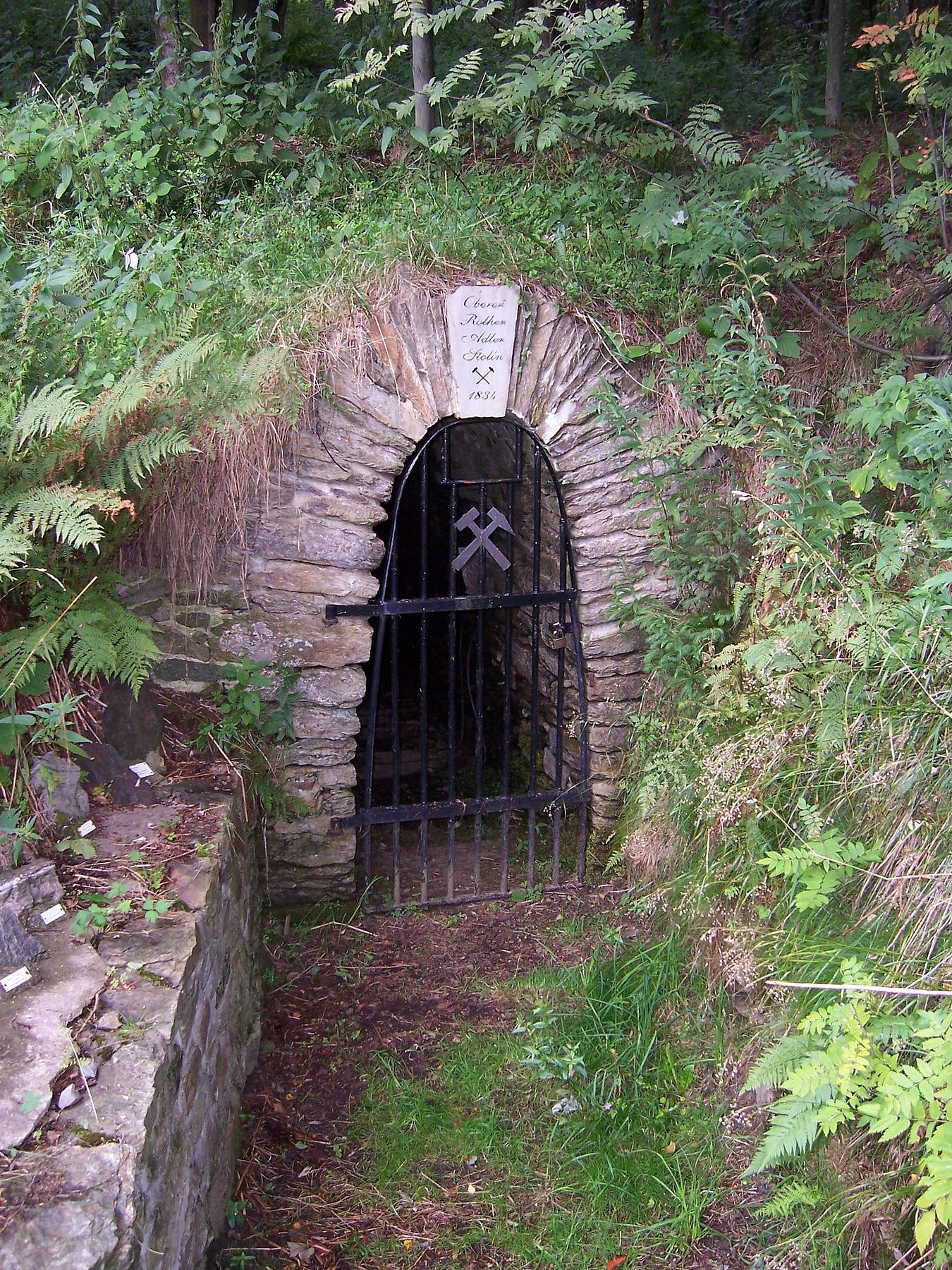
Mundloch des Oberen Rothen-Adler-Stollens
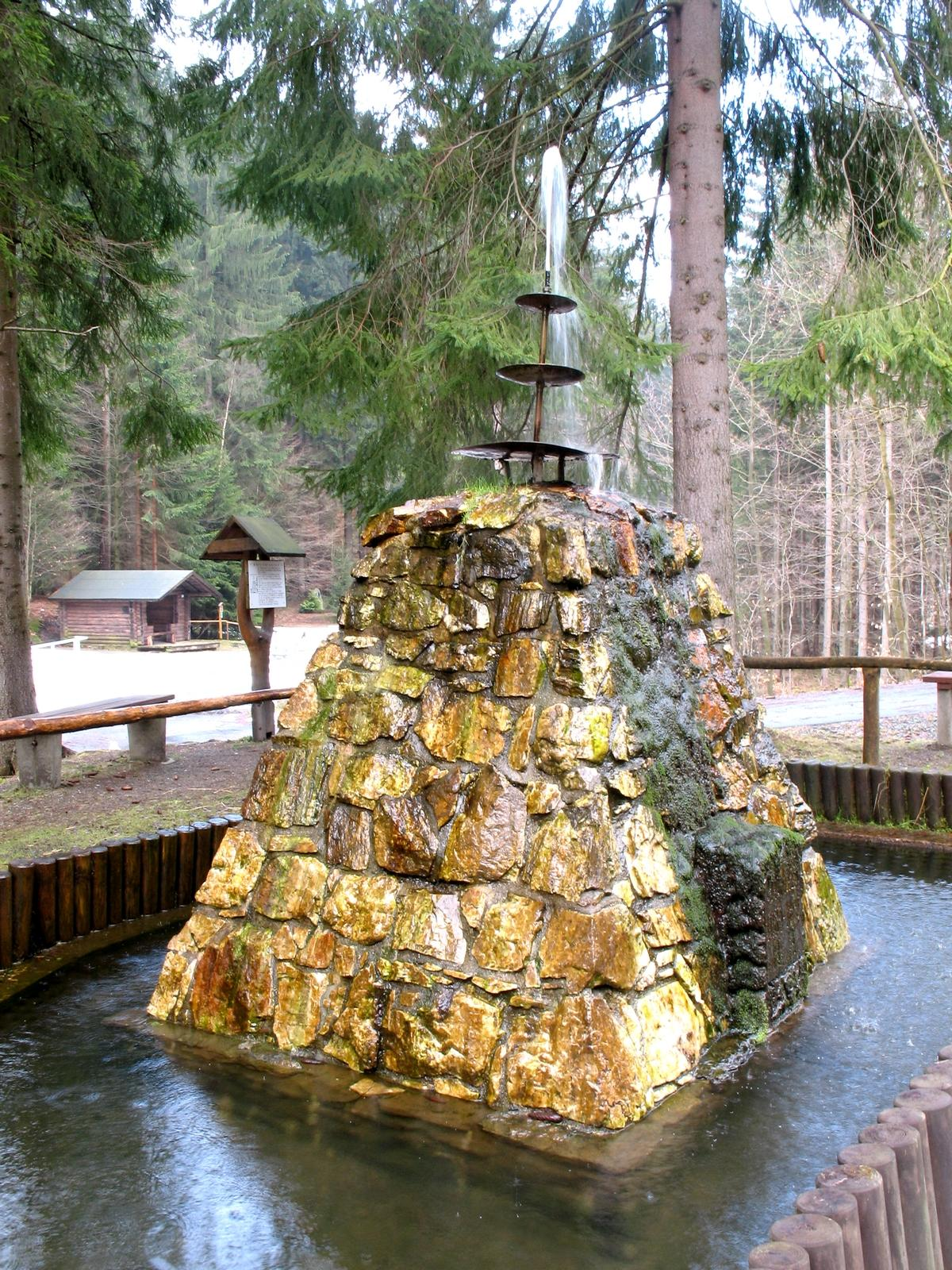
Wettinbrunnen bei Ehrenzipfel

### Regelmäßige Veranstaltungen
Jedes Jahr im Juni wird auf dem Gelände des Sächsischen Schmalspurbahn-Museums ein dreitägiges Bahnhofsfest, unter anderem mit einem Mattenspringen für Kinder auf der Hammerbergschanze, veranstaltet. Im Jahr 2004 wurde die erstmals 1978 ausgetragene Rittersgrüner Fuchsjagd durch einen Förderverein wieder ins Leben gerufen. Bei der Veranstaltung, die jährlich am ersten Oktobersonntag stattfindet, wird ein mit einem Fuchsschwanz gekennzeichneter Reiter gejagt. Zu den Teilnehmern zählt ein Partner-Reitverein aus Děpoltovice bei Karlovy Vary. Zum Rahmenprogramm gehören Falknervorführungen, Reiterspiele, Jagdhornblasen und Reiten für jedermann. Am 1. Advent wird die Rittersgrüner Freiland-Weihnachtspyramide unter Beteiligung des Ortsvorstehers, des Pfarrers und des Bläserchors der evangelisch-lutherischen Kirchgemeinde und der Knappschaft Rittersgrün angeschoben.

### Vereine

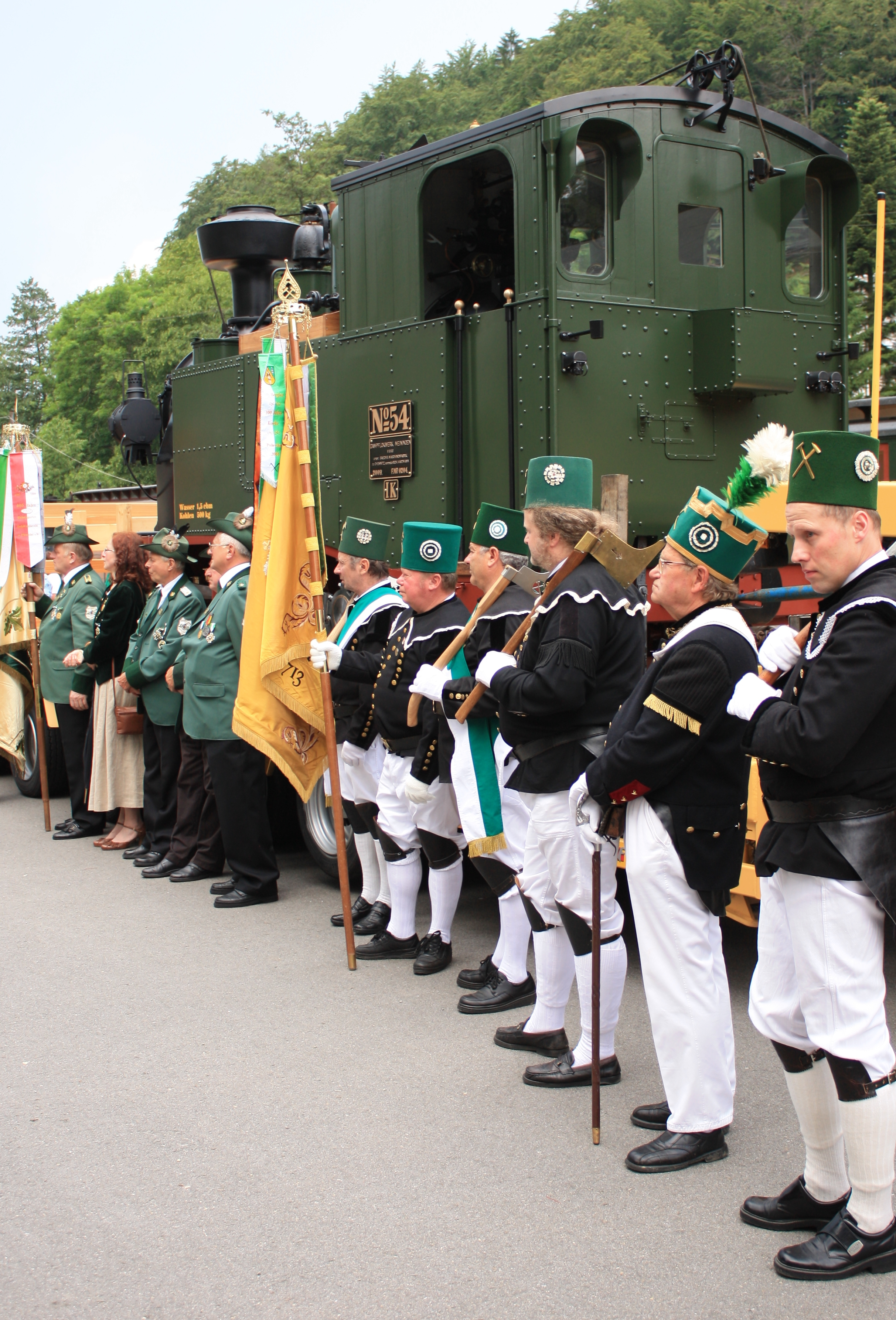
Mitglieder der Knappschaft und des Schützenvereins

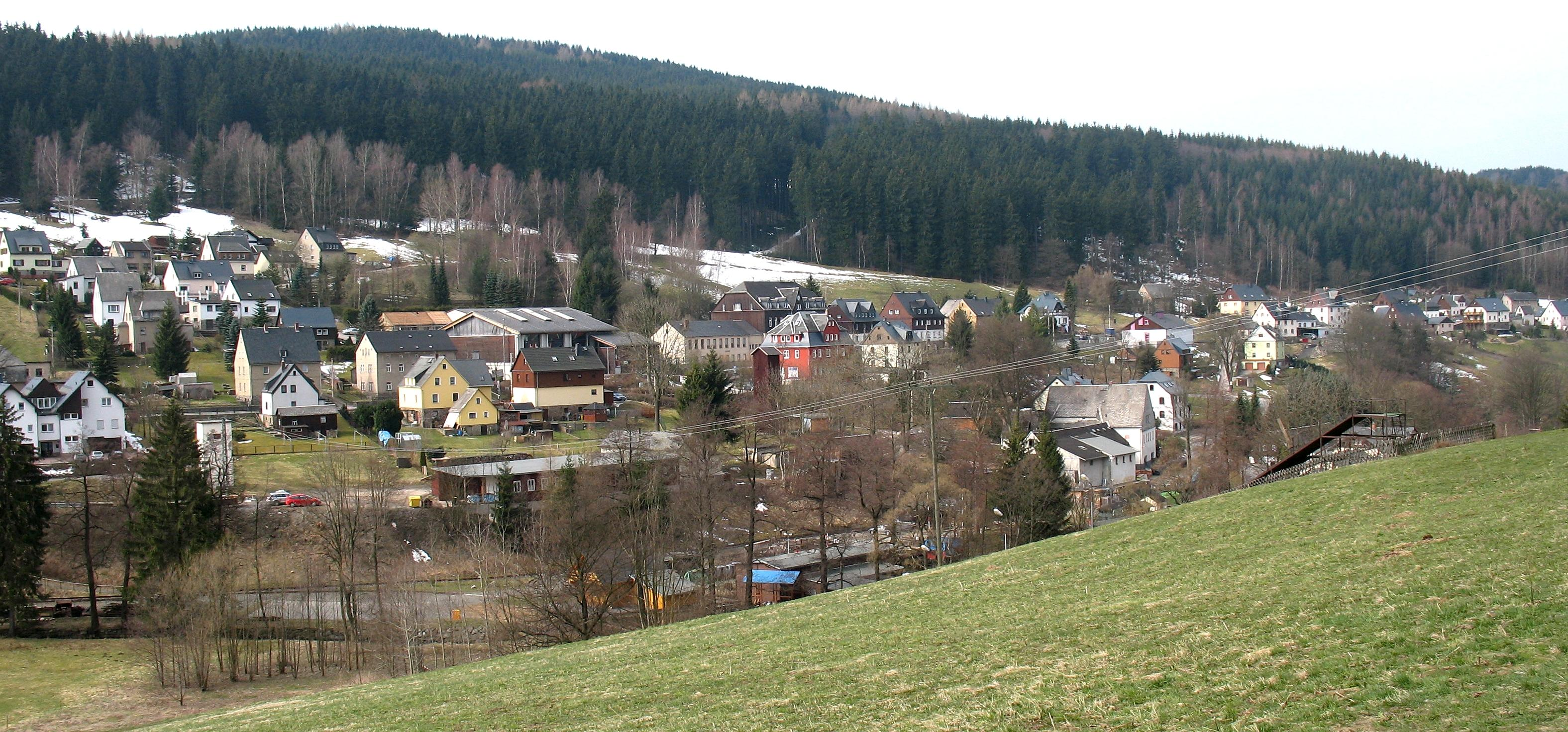
Ortsmitte mit Mehrzweckhalle, am rechten Bildrand Hammerbergschanze

Der Rittersgrüner Verein mit der längsten Tradition ist die Knappschaft Rittersgrün 1713 e. V., die 1713 als bergmännische Grabbrüderschaft gegründet wurde und heute neben zeremoniellen Begräbnissen vor allem an bergmännischen Paraden teilnimmt und den Bergbaulehrpfad Pöhla-Rittersgrün pflegt. 1880 wurde der Deutsche Turnverein Gut Heil gegründet, es folgten 1890 ein Militärgesangsverein, 1907 der Arbeitersportverein Frei Heil, 1919 ein Radfahrerverein, 1922 ein Arbeitergesangsverein und 1923 ein Militär-Schützenverein. Das Vereinsleben der Gemeinde wurde durch den Schnitzerverein Rittersgrün/Pöhla, den Gartenverein Waldfrieden und einen Erzgebirgszweigverein ergänzt.
Bis auf die Rittersgrüner Knappschaft wurden nach dem Zweiten Weltkrieg alle Vereine der Gemeinde aufgelöst. In der 1949 gegründeten Sportgemeinschaft Rittersgrün wurden Wintersport, Leichtathletik, Handball, Faustball, Kunstradsport und Schach betrieben. Gemeinsam mit der Gemeinde baute die Sportgemeinschaft ein 1938 begonnenes Freibad zu Ende, das vom Wasser des Cunnersbachs, eines rechten Nebenflusses des Pöhlwassers, gespeist wird.
Heute sind in Rittersgrün vor allem der 1991 wiedergegründete Erzgebirgszweigverein, der Schützenverein 1883 und der Freie Sportverein 1907 mit den Abteilungen Handball, Ski, Freizeitfußball und Faustball aktiv. Die 1926 eingeweihte Turnhalle am nördlichen Ortseingang wurde durch einen Neubau an der Schule ersetzt. In der Nähe des Bahnhofsgeländes befindet sich die 1986 eingeweihte Hammerbergschanze. Daneben existieren der Förderverein Rittersgrüner Fuchsjagd, ein Fremdenverkehrsverein, ein Seniorenverein, der Chronistenstammtisch und die 1879 gegründete Freiwillige Feuerwehr Rittersgrün mit 25 aktiven Mitgliedern.

## Wirtschaft und Infrastruktur

### Verkehr
Rittersgrün liegt an der Staatsstraße 271, die in Raschau in die Bundesstraße 101 mündet, über die die Autobahn erreicht werden kann. Eine Verbindungsstraße, die in der Ortsmitte in die S 271 mündet, führt ins benachbarte Breitenbrunn. Eine regelmäßige Busverbindung besteht zwischen Schwarzenberg und Tellerhäuser. Im Winter verkehren Skibusse zwischen Johanngeorgenstadt, Rittersgrün, Boží Dar und Oberwiesenthal.
Rittersgrün lag von 1889 bis 1971 am oberen Streckenabschnitt der Schmalspurbahn Grünstädtel–Oberrittersgrün. Auf dem Gebiet der Gemeinde lagen die Haltestelle Unterrittersgrün und der Bahnhof Oberrittersgrün, welcher seit 1977 das Sächsische Schmalspurbahn-Museum beherbergt. Heute befindet sich die nächstgelegene Bahnstation an der Bahnstrecke Johanngeorgenstadt–Schwarzenberg in Breitenbrunn.

### Öffentliche Einrichtungen
Bereits vor der Eingemeindung von Rittersgrün nach Breitenbrunn wurde die Verwaltung der Gemeinde nach Breitenbrunn ausgelagert. In einem Bürgerbüro im Bahnhofsgebäude finden regelmäßig Sprechstunden einzelner Abteilungen der Gemeindeverwaltung statt. Im selben Gebäude ist das Rittersgrüner Fremdenverkehrsamt untergebracht. Die nächste Polizeiwache befindet sich in Schwarzenberg. Das Depot der Freiwilligen Feuerwehr befindet sich am oberen Ende von Rittersgrün.
Der Ortsteil verfügt über zwei Kindertagesstätten. Das AWO-Kinderland befindet sich in einem 1979 als Sojus-31-Kindergarten eingeweihten Gebäude oberhalb der Schule. Eine 1997 gegründete private Kindertagesstätte, die nach der Montessoripädagogik betreut, befindet sich in Globenstein.

### Bildung

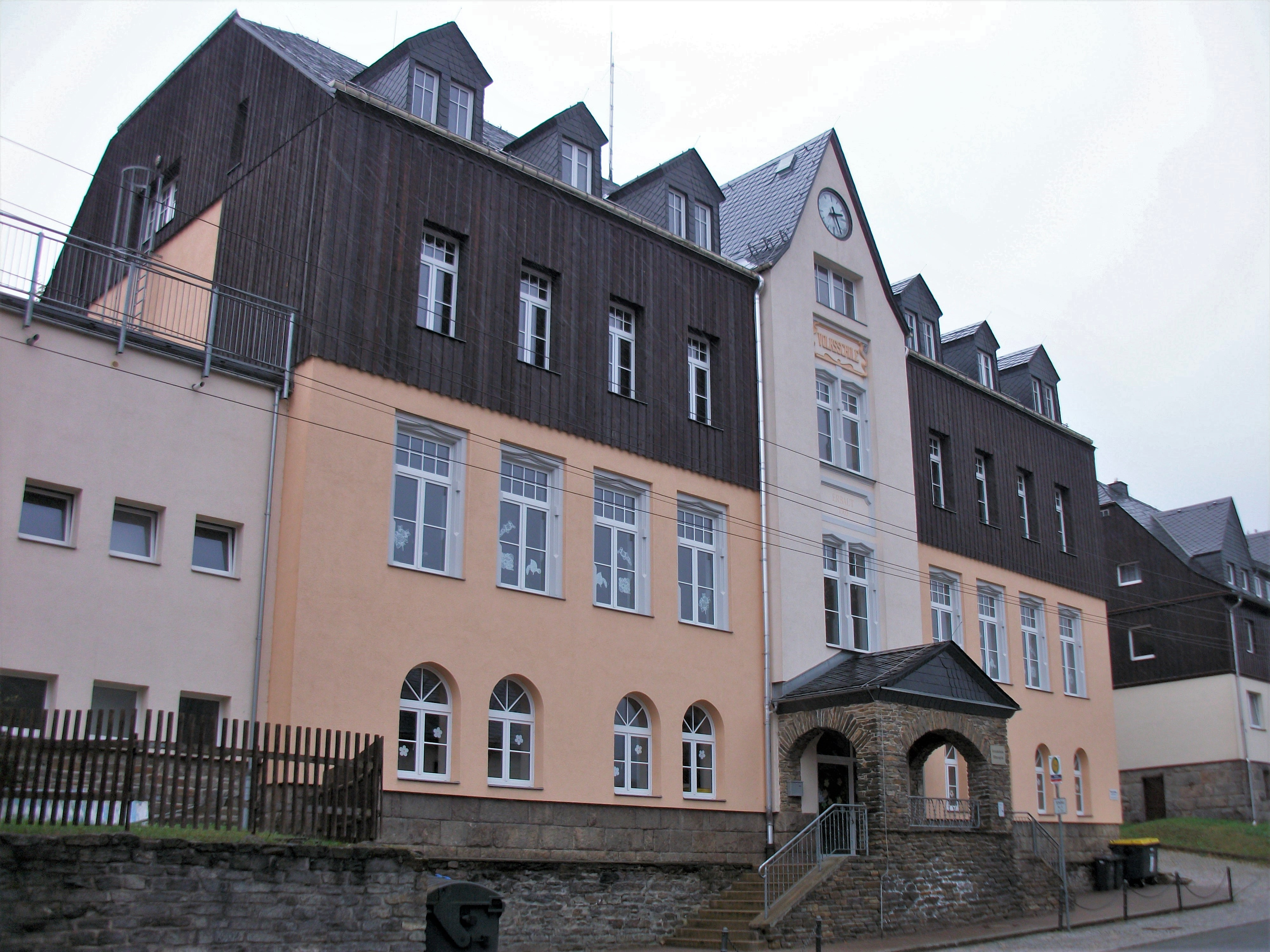
Grundschule Rittersgrün

Im ältesten Kirchenbuch der Gemeinde wird bereits Ende des 17. Jahrhunderts ein Rittersgrüner Schulmeister erwähnt. Ob zu dieser Zeit bereits ein Schulgebäude existiert hat, ist nicht bekannt. Sicher ist, dass 1832 an Stelle eines 1830 abgerissenen Gebäudes ein neues Schulhaus in der Nähe der Kirche errichtet wurde. Mitte der 1830er Jahre wurden etwa 200 Schüler in jeweils zwei Klassen von einem Mädchen- und einem Knabenlehrer unterrichtet. Aus Kapazitätsgründen wurden 1851 und 1878 weitere Schulgebäude im oberen Ortsteil und auf dem Hammerberg eröffnet und die Zahl der Lehrer erhöht. 1905 wurde oberhalb des Bahnhofes ein zentrales Schulgebäude für alle Rittersgrüner Schüler eingeweiht. Für 541 Schüler waren im Jahr der Eröffnung sechs Lehrer verantwortlich. An die Schule waren zusätzlich eine Fortbildungsschule und eine Berufsschule für Frauen angegliedert. Seit den 1960er Jahren mussten auch die Tellerhäuser Schüler nach Rittersgrün zum Unterricht, was einen Anbau erforderlich machte, der 1971 fertiggestellt wurde. Seit dieser Zeit wurde die Schule als Polytechnische Oberschule betrieben. Nach dem Zusammenbruch der DDR beherbergte sie zunächst Grund- und Mittelschule.
Der Mittelschulbetrieb wurde 2007 eingestellt und nach Breitenbrunn verlagert. Im Gegenzug besuchen die Grundschüler von Breitenbrunn die Schule in Rittersgrün, die mit etwa 80 Schülern einzügig betrieben wird (Stand: Schuljahr 2008/09).

### Unternehmen und Tourismus
Nach der Wende 1989/90 wurden die meisten größeren Industriebetriebe aufgelöst. Mehrere frühere Produktionsstätten, darunter der große Fabrikkomplex der Firma Junghans Söhne zwischen Kirche und Bahnhof, stehen lehr. Das Gebäude der Textilfabrik Modesta wurde abgerissen. In Globenstein befinden sich heute die Globensteiner Holzwerkstätten GmbH und das Handelsunternehmen Henka Werkzeuge und Werkzeugmaschinen GmbH. Die Werkzeugbau Weigel GmbH in Arnoldshammer stellt Werkzeuge vorwiegend für Spritzereien und Presswerke her. Außerdem gibt es in Rittersgrün unter anderem ein Autohaus, verschiedene Handwerksbetriebe und kleinere Geschäfte, ein Hotel mit Restaurant, mehrere Pensionen und Gaststätten und eine Vielzahl von privaten Ferienunterkünften. Zu den Zielen des 1991 gegründeten Fremdenverkehrsvereins Rittersgrün e. V. zählt die Koordination der für den Fremdenverkehrs wichtigen Aufgaben zwischen der Gemeinde, touristisch-orientierten Vereinen und den Vermietern. Der Verein unterhält ein Fremdenverkehrsamt für Rittersgrün und Tellerhäuser im Hauptgebäude des Eisenbahnmuseums.

## Persönlichkeiten

### Ehrenbürger
- November 1933: Martin Mutschmann, NSDAP-Gauleiter und Reichsstatthalter von Sachsen

### Töchter und Söhne der Gemeinde
- Albert Brasel (1885–1937), Hütteningenieur
- Anna Franziska Schwarzbach (* 1949), Architektin und Bildhauerin
- Roswietha Zobelt (* 1954), Olympiasiegerin im Rudern 1976 und 1980
- Stephanie Schneider (* 1990), Gesamtweltcupsiegerin im Zweierbob Frauen 2019/2020, 11× Weltcupsiege, Juniorenweltmeisterin 2016, 4. Platz Olympische Spiele 2018 in Pyeongchang, Vize-Weltmeisterin im Monobob 2021 in Altenberg

### Personen, die mit dem Ort in Verbindung stehen
- Nikolaus Klinger (um 1551–1610), Gründer des späteren Schmertzinghammers
- Rudolph von Schmertzing (um 1580–1646), des vorherigen Schwiegersohn, Major und Besitzer des Schmertzinghammers
- Heinrich Siegel (1612–1669), Mitbesitzer von Arnoldshammer
- Carl Gotthilf Nestler (1789–1864), Mitbesitzer von Arnolds- und Schmertzinghammer
- Eduard Wilhelm Breitfeld (1803–1873), des vorherigen Schwiegersohn, Mitbesitzer von Arnolds- und Schmertzinghammer
- Moritz Heinrich Rosenhauer (1803–1888), deutscher evangelischer Pfarrer (1846–1856 in Rittersgrün) und Politiker
- Edwin Bauersachs (1893–1948), erzgebirgischer Mundartdichter, ging in Rittersgrün zur Schule und arbeitete zeitweise dort
- Wolfgang Pintzka (1928–2006), Theaterregisseur, lebte im Zweiten Weltkrieg im Ort
- Karl-Heinz Schmidt (1938–2016), Pfarrer und Mundartautor, wuchs hier auf
- Wilhelm Barthel (1839–1912), gen. „Dicker Fritz“, Musiker, ging in Rittersgrün zur Schule und wurde durch seine Blaskapelle, die bis nach Frankfurt/Main zog, bekannt. Seine Person ist im Frankfurter Römer als Wandmalerei dargestellt.

## Trivia

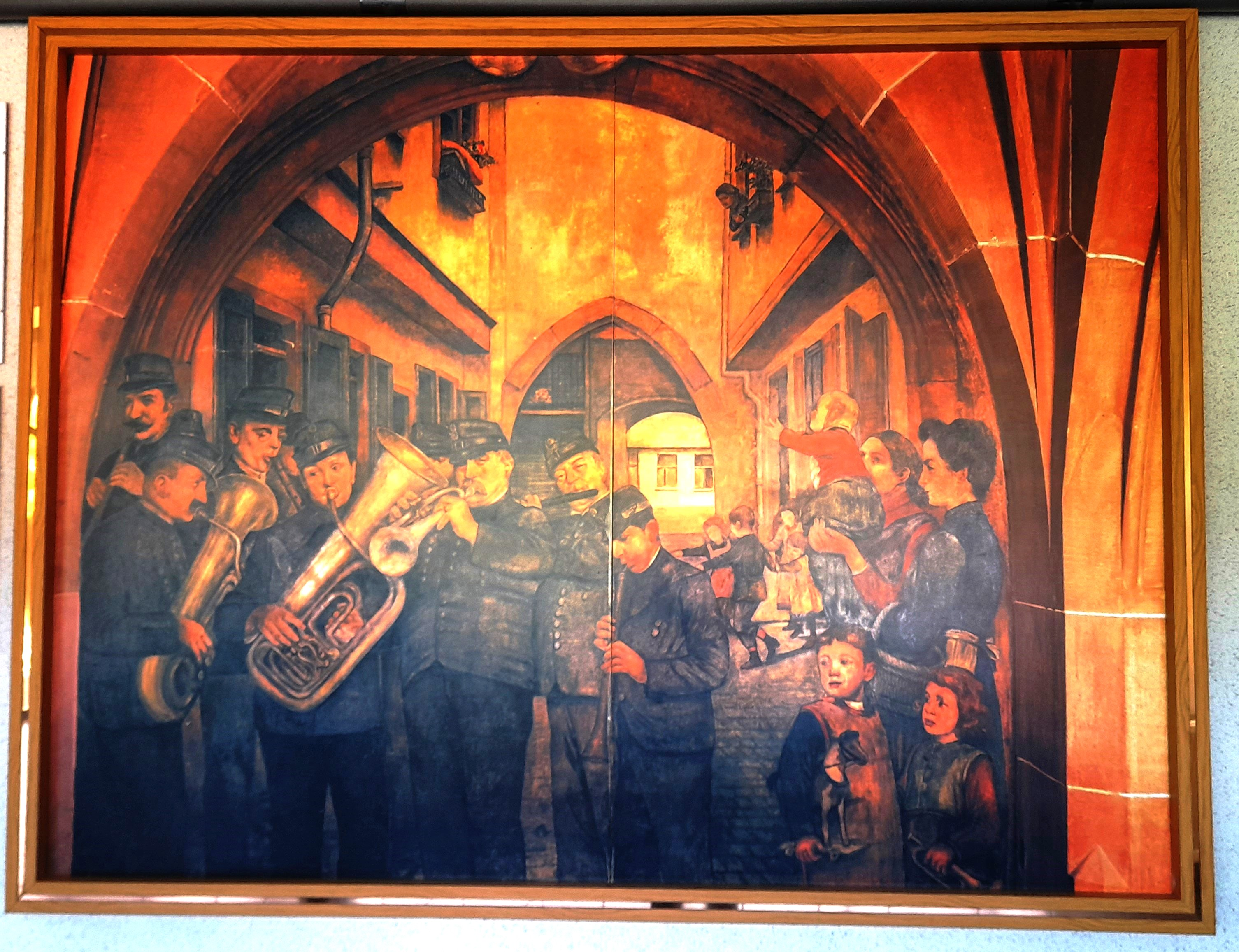
Replik des Freskos Rittersgrüner Bergkapelle von Joseph Kaspar Correggio in der Turnhalle Rittersgrün

Der Frankfurter Maler Joseph Kaspar Correggio (1870–1962) widmete der „Rittersgrüner Bergkapelle“ aufgrund der Beliebtheit ihrer Auftritte in der Messestadt Frankfurt ein Fresko, welches auch deren Leiter Wilhelm Barthel („der dicke Fritz“) darstellt. Das Original dieses Gemäldes befindet sich im Ratskeller des Frankfurter Römers, eine Replik in der Turnhalle der Grundschule Rittersgrün.